# Roma Antiga
Roma Antiga foi uma civilização itálica que surgiu no século VIII a.C. Localizada ao longo do mar Mediterrâneo e centrada na cidade de Roma, na península Itálica, expandiu-se para se tornar um dos maiores impérios do mundo antigo, com uma estimativa de 50 a 90 milhões de habitantes (cerca de 20% da população global na época) e cobrindo 6,5 milhões de quilômetros quadrados no seu auge entre os séculos I e II.
Em seus cerca de doze séculos de existência, a civilização romana passou de uma monarquia para a república clássica e, em seguida, para um império cada vez mais autocrático. Através da conquista e da assimilação, ele passou a dominar a Europa Ocidental e Meridional, a Ásia Menor, o Norte da África e partes da Europa Setentrional e Oriental. Roma foi preponderante em toda a região do Mediterrâneo e foi uma das mais poderosas entidades políticas do mundo antigo. É muitas vezes agrupada na Antiguidade Clássica, juntamente com a Grécia Antiga e culturas e sociedades semelhantes, que são conhecidas como o mundo greco-romano.
A sociedade romana antiga contribuiu para o governo, o direito, a política, a engenharia, as artes, a literatura, a arquitetura, a tecnologia, a guerra, as religiões, as línguas e as sociedades modernas. Como uma civilização altamente desenvolvida, Roma profissionalizou e expandiu suas forças armadas e criou um sistema de governo chamado res publica, a inspiração para repúblicas modernas, como os Estados Unidos e a França. Conseguiu feitos tecnológicos e arquitetônicos impressionantes, tais como a construção de um amplo sistema de aquedutos e estradas, bem como a construção de grandes monumentos, palácios e instalações públicas. Até o final da República (27 a.C.), Roma tinha conquistado as terras em torno do Mediterrâneo e além: seu domínio se estendia do oceano Atlântico à Arábia e da boca do Reno ao norte da África. O Império Romano surgiu com o início da ditadura de Augusto que encerrou o período da República. Os 721 anos de Guerras Romano-Persas começaram em 92 a.C. com a sua primeira guerra contra o Império Parta. Este se tornaria o mais longo conflito da história humana e teve grandes efeitos e consequências duradouros para ambos os impérios. Sob Trajano, o Império atingiu o seu pico territorial. Os costumes e as tradições republicanas começaram a diminuir durante o período imperial, com guerras civis tornando-se um prelúdio comum para o surgimento de um novo imperador.
Estados dissidentes, como o Império de Palmira, iriam dividir temporariamente o império durante a crise do terceiro século. Atormentado pela instabilidade interna e atacado pelas invasões bárbaras, a parte ocidental do império fragmentou-se no século V, o que é visto como um marco pelos historiadores, que usam para dividir a Antiguidade Tardia da Idade das Trevas na Europa. A parte oriental do império permaneceu como uma potência durante toda a Idade Média, até a sua queda em 1453. Embora os cidadãos do império não fizessem tal distinção, o Império Oriental é mais comumente referido como "Império Bizantino" para diferenciá-lo do Estado da Antiguidade no qual ele nasceu.

## História

### Fundação

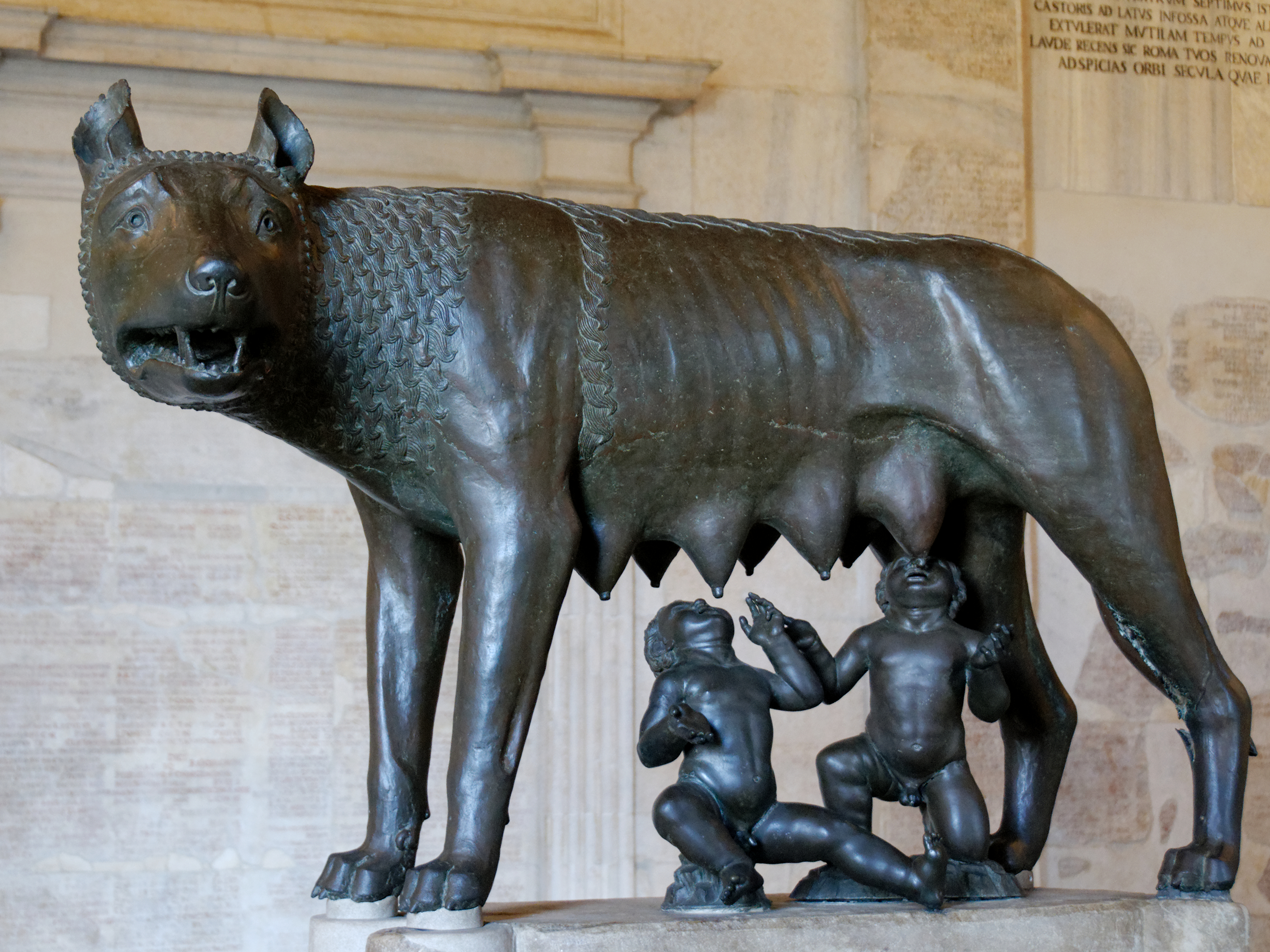
Loba capitolina: Segundo a lenda, o animal teria amamentado os gêmeos Rômulo e Remo

Os primeiros habitantes de Roma, os latinos e sabinos, integram o grupo de populações indo-europeias originárias da Europa Central que vieram para a península Itálica em ondas sucessivas em meados do milênio II a.C.; Velho Lácio (Latium Vetus) era o antigo território dos latinos, atualmente o sul do Lácio; em caso de perigo, as habitações latino-sabinas uniam-se em confederações para enfrentar seus inimigos.[b] As colinas de Roma começaram a ser ocupadas nos primórdios do milênio I a.C.; restos arqueológicos datados entre os séculos XIV-X a.C. são as primeiras evidências de habitação no monte Palatino. Três recintos muralhados sucessivos sobrepostos foram datados no local, dois dos séculos VIII-VII a.C. e um dos séculos VII-VI a.C..

#### Mito
Conforme a versão lendária da fundação de Roma, relatada em diversas obras literárias romanas, tais como a Ab Urbe condita libri (literalmente, "desde a fundação da Cidade"), de Tito Lívio, e a Eneida, do poeta Virgílio, Eneias, príncipe troiano filho de Vénus, fugindo de sua cidade, destruída pelos gregos, chegou ao Lácio e se casou com uma filha de um rei latino. Seus descendentes, Rómulo e Remo, filhos de Reia Sílvia, rainha da cidade de Alba Longa, com o deus Marte, foram jogados por Amúlio, rei da cidade, no rio Tibre. Mas foram salvos por uma loba que os amamentou, tendo sido, em seguida, encontrados por camponeses. Conta ainda a lenda que, quando adultos, os dois irmãos voltaram a Alba Longa, depuseram Amúlio e em seguida fundaram Roma, em 753 a.C.. A data tradicional da fundação (21 de abril de 753 a.C.) foi convencionada bem mais tarde por Públio Terêncio Varrão, atribuindo uma duração de 35 anos a cada uma das sete gerações correspondentes aos sete mitológicos reis. Segundo a lenda, Rômulo matou o irmão e se transformou no primeiro rei de Roma.

### Reino

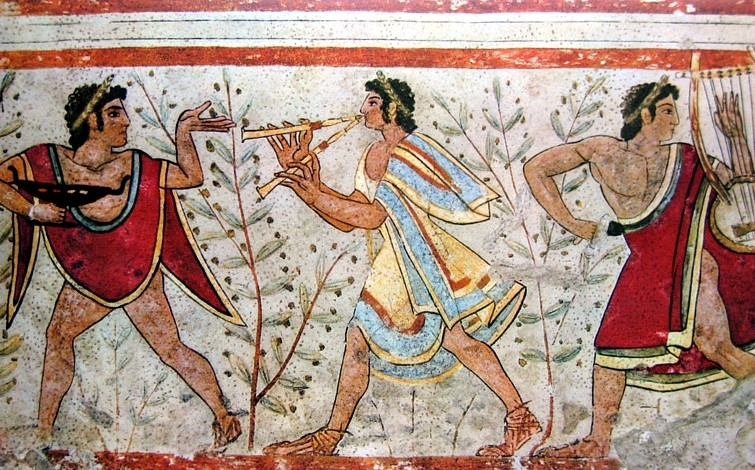
Afresco etrusco na Necrópole de Monterozzi, século V a.C.

A documentação do período monárquico de Roma encontrada até hoje é muito precária, o que torna este período menos conhecido que os períodos posteriores. Várias dessas anotações registram a sucessão de sete reis, começando com Rômulo em 753 a.C., como representado nas obras de Virgílio (Eneida) e Tito Lívio (História de Roma). A região do Lácio foi habitada por vários povos. Além dos latinos, os etruscos tiveram um papel importante na história da monarquia de Roma, já que vários dos reis tinham origem etrusca.
O último rei de Roma teria sido Tarquínio, o Soberbo (r. 534–509 a.C.) que, em razão de seu desejo de reduzir a importância do senado na vida política romana, acabou sendo expulso da cidade e também assassinado. Este foi o fim da monarquia em Roma. Durante esse período, o monarca (rei) acumulava os poderes executivo, judicial e religioso, e era auxiliado pelo senado, ou conselho de anciãos, que detinha o poder legislativo e de veto, decidindo aprovar, ou não, as leis criadas pelo rei.

### República

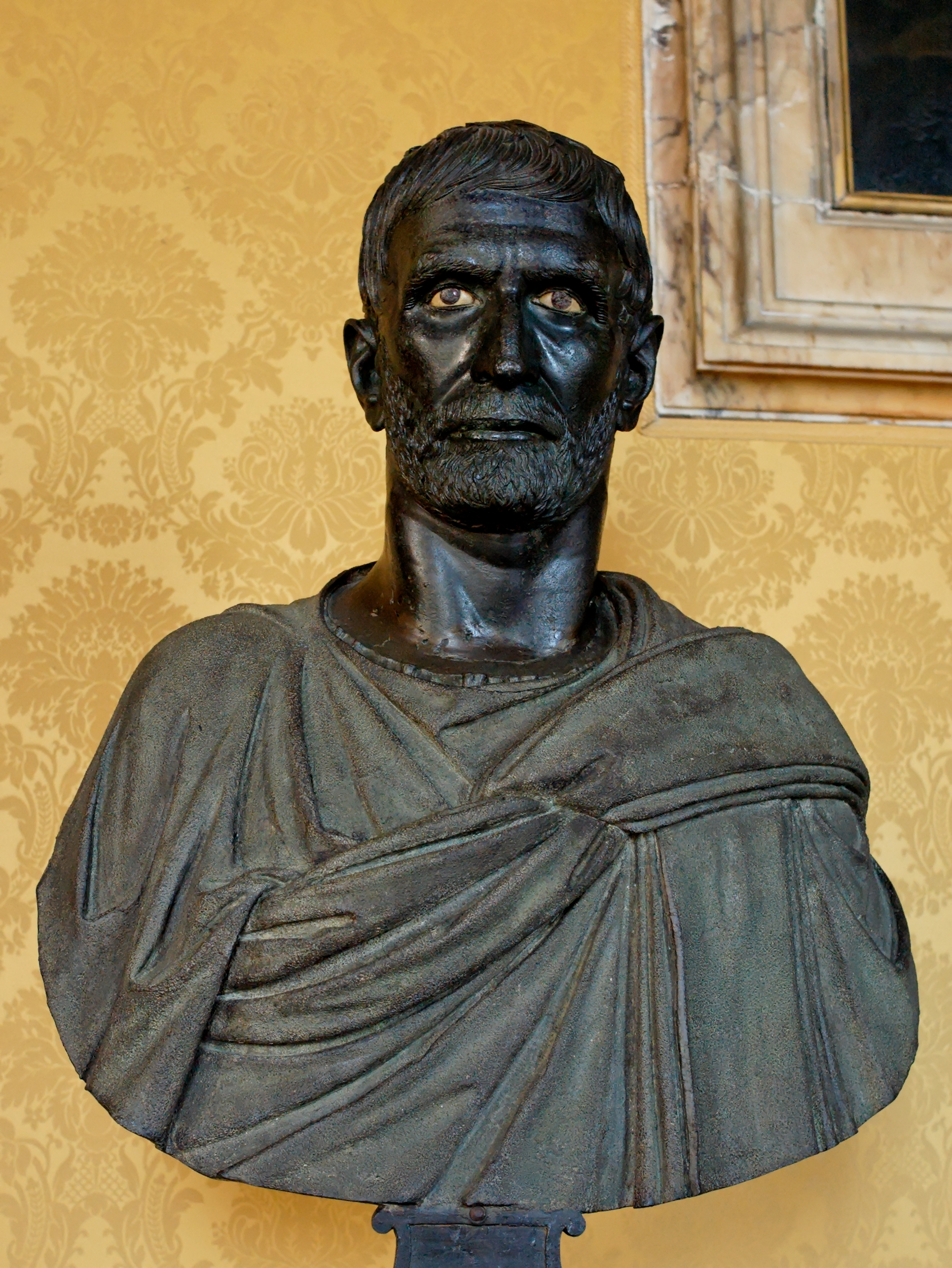
Busto associado a Lúcio Júnio Bruto, que liderou a revolta contra o último rei de Roma
Museus Capitolinos

De acordo com a tradição e escritores posteriores como Tito Lívio, a República Romana foi fundada por volta de 509 a.C., quando o último dos sete reis de Roma, Tarquínio, o Soberbo, foi deposto por Lúcio Júnio Bruto e um sistema baseado em magistrados eleitos anualmente e em várias assembleias representativas foi estabelecido. Uma constituição estabeleceu uma série de pesos e contrapesos e a separação de poderes. Os magistrados mais importantes eram os dois cônsules, que juntos exerciam autoridade executiva, como o imperium, ou o comando militar. Os cônsules tiveram que trabalhar com o senado, que inicialmente era um conselho consultivo da nobreza, ou patrícios, mas cresceu em tamanho e poder.
Outros magistrados da república incluem tribunos, questores, edis, pretores e censores. As magistraturas eram originalmente restritas a patrícios, mas depois foram abertas para pessoas comuns ou plebeus. Assembleias republicanas de votação incluíam a assembleia das centúrias, que votava sobre assuntos de guerra e paz e elegia homens para os cargos mais importantes, e a assembleia tribal, que elegia cargos menos importantes.
No século IV a.C., Roma havia sido atacada pelos gauleses, que agora estendiam seu poder na península Itálica além do vale do Pó e através da Etrúria. Em 16 de julho de 390 a.C., um exército gaulês sob a liderança de um chefe tribal chamado Breno encontrou os romanos às margens do rio Ália, a apenas 16 quilômetros ao norte de Roma. Breno derrotou os romanos e os gauleses marcharam diretamente para a cidade de Roma. A maioria dos romanos tinha fugido, mas alguns se trancaram no Capitólio para uma última resistência. Os gauleses saquearam e incendiaram a cidade, depois cercaram o monte Capitolino.

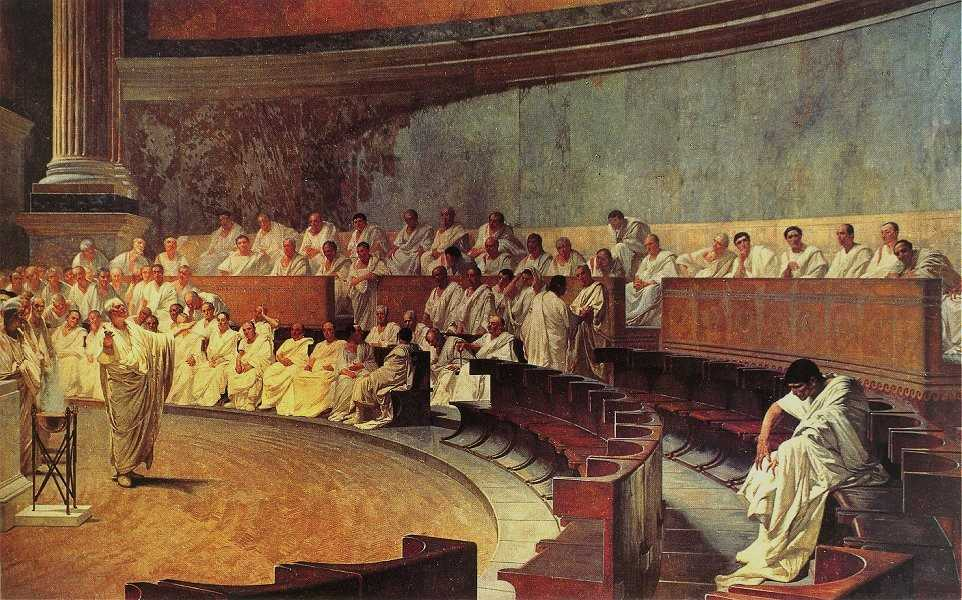
Cícero denuncia Catilina, afresco que representa o senado romano reunido na Cúria Hostília; Palazzo Madama, Roma

O cerco durou sete meses, os gauleses concordaram em dar paz aos romanos em troca de mil libras de ouro. Segundo uma lenda posterior, os romanos que supervisionavam a pesagem notaram que os gauleses estavam usando falsas escamas. Os romanos pegaram em armas e derrotaram os gauleses; seu general vitorioso, Marco Fúrio Camilo, comentou: "Com ferro, não com ouro, Roma compra sua liberdade".
Os romanos gradualmente subjugaram os outros povos na península Itálica, incluindo os etruscos. A última ameaça à hegemonia romana na Itália veio quando Tarento, uma importante colônia grega, recrutou a ajuda de Pirro de Épiro em 281 a.C., mas este esforço também fracassou. Os romanos garantiram suas conquistas fundando colônias romanas em áreas estratégicas, estabelecendo assim um controle estável sobre a região da Itália que já haviam conquistado.

#### Guerras Púnicas

República Romana e Império Cartaginês (em azul) antes da Segunda Guerra Púnica

No século III a.C., Roma enfrentou um novo e formidável adversário: Cartago, uma rica e próspera cidade fenícia que pretendia dominar a região do mar Mediterrâneo. As duas cidades eram aliadas nos tempos de Pirro, que era uma ameaça para ambas, mas com a hegemonia de Roma na Itália continental e a talassocracia cartaginesa, essas cidades se tornaram as duas maiores potências no Mediterrâneo Ocidental e sua disputa pela região levou ao conflito. A Primeira Guerra Púnica começou em 264 a.C., quando a cidade de Messana pediu a ajuda de Cartago em seus conflitos com Hierão II de Siracusa. Após a intercessão cartaginesa, Messana pediu a Roma para expulsar os cartagineses. Roma entrou nessa guerra porque Siracusa e Messana estavam muito próximas das recém-conquistadas cidades gregas do sul da Itália e Cartago agora podia fazer uma ofensiva através do território romano; junto com isto, Roma poderia estender seu domínio sobre a Sicília. Embora os romanos tivessem experiência em batalhas terrestres, para derrotar este novo inimigo, batalhas navais eram necessárias. Cartago era uma potência marítima e a falta de navios de experiência naval entre os romanos tornariam o caminho da vitória longo e difícil para a República Romana. Apesar disto, depois de mais de 20 anos de guerra, Roma derrotou Cartago e um tratado de paz foi assinado. Entre as razões para a Segunda Guerra Púnica estavam as reparações de guerra subsequentes em que Cartago aceitou no final da Primeira Guerra Púnica.

Aníbal e seus homens cruzando o rio Ródano

A Segunda Guerra Púnica começou com a audaciosa invasão da Hispânia por Aníbal, o general cartaginês que liderara as operações na Sicília na Primeira Guerra Púnica. Aníbal, filho de Amílcar Barca, rapidamente marchou através da Hispânia para os Alpes italianos, causando pânico entre os aliados italianos de Roma. A melhor maneira encontrada para derrotar o propósito de Aníbal de causar os italianos a abandonar Roma foi para atrasar os cartagineses com uma guerra de atrito, uma estratégia proposta por Fábio Máximo, que seria apelidado Cunctator ("retardado", em latim). Devido a isso, o objetivo de Aníbal foi inalterado: ele não poderia fazer com que cidades itálicas em número suficiente se revoltassem contra Roma e reabastecer seu exército cada vez menor, sendo assim, ele não tinha as máquinas e os recursos humanos para sitiar Roma. Ainda assim, a invasão de Aníbal durou mais de 16 anos, devastando a Itália. Finalmente, quando os romanos perceberam que os suprimentos de Aníbal estavam acabando, eles enviaram Cipião Africano, que havia derrotado o irmão de Aníbal, Asdrúbal, na Hispânia, para invadir o interior cartaginês desprotegido e forçar Aníbal a voltar para defender Cartago. O resultado foi o final da Segunda Guerra Púnica pela famosa e decisiva Batalha de Zama, em outubro de 202 a.C., que deu a Cipião seu agnome Africano. A grande custo, Roma obteve ganhos significativos: a conquista da Hispânia por Cipião e de Siracusa, o último reino grego na Sicília, por Marcelo.
Quando em 151 a.C., a Numídia, um Estado cliente de Roma, invadiu Cartago, a cidade pediu intercessão romana. Embaixadores foram enviados para Cartago, entre eles Catão, o Velho, que depois de ver que Cartago poderia voltar a recuperar sua importância política e militar, passou a terminar todos os seus discursos, não importa qual assunto fosse, dizendo: Ceterum censeo Carthaginem esse delendam ("Além disso, penso que Cartago deve ser destruída"). Como Cartago lutou contra a Numídia sem o consentimento romano, a Terceira Guerra Púnica começou quando Roma declarou guerra em 149 a.C.. Cartago resistiu bem no primeiro ataque, com a participação de todos os habitantes da cidade. No entanto, ela não suportou ao ataque de Cipião Emiliano, que destruiu inteiramente a cidade e suas muralhas, escravizou e vendeu todos os cidadãos e ganhou o controle daquela região, que se tornou a província da África Proconsular. Todas essas guerras resultaram nas primeiras conquistas ultramarinas de Roma (Sicília, Hispânia e África) e a ascensão de Roma como uma potência imperial significativa, o que deu início ao fim da democracia.

#### César e Primeiro Triunvirato

Vercingetórix se rende a Júlio César durante as Guerras da Gália

Depois de derrotar os impérios Macedônio e Selêucida no século II a.C., os romanos se tornaram o povo dominante do mar Mediterrâneo. A conquista dos reinos helenísticos aproximou as culturas romana e grega e a elite romana, antes rural, tornou-se luxuosa e cosmopolita. Naquela época, Roma era um império consolidado - na visão militar - e não tinha grandes inimigos. O domínio estrangeiro levou a conflitos internos. Os senadores ficam ricos às custas das províncias; os soldados, na maioria agricultores de pequena escala, estavam fora de casa por mais tempo e não podiam manter suas terras; e o aumento da dependência de escravos estrangeiros e o crescimento dos latifúndios reduziram a disponibilidade de trabalho remunerado.
A renda do espólio de guerra, o mercantilismo nas novas províncias e a criação de impostos criaram novas oportunidades econômicas para os ricos, formando uma nova classe de comerciantes, chamada de ordem equestre. A lex Claudia proibiu os membros do senado de se engajarem no comércio e, apesar dos equestres teoricamente poderem se juntar ao senado, eles eram severamente restringidos do poder político. Gangues violentas de desempregados urbanos, controladas por senadores rivais, intimidavam o eleitorado por meio da violência. A situação chegou ao auge no final do século II a.C. sob os irmãos Gracos, um par de tribunos que tentaram aprovar uma legislação de reforma agrária que redistribuiria as principais propriedades patrícias entre os plebeus. Ambos os irmãos foram mortos e o Senado aprovou reformas revertendo as ações deles.

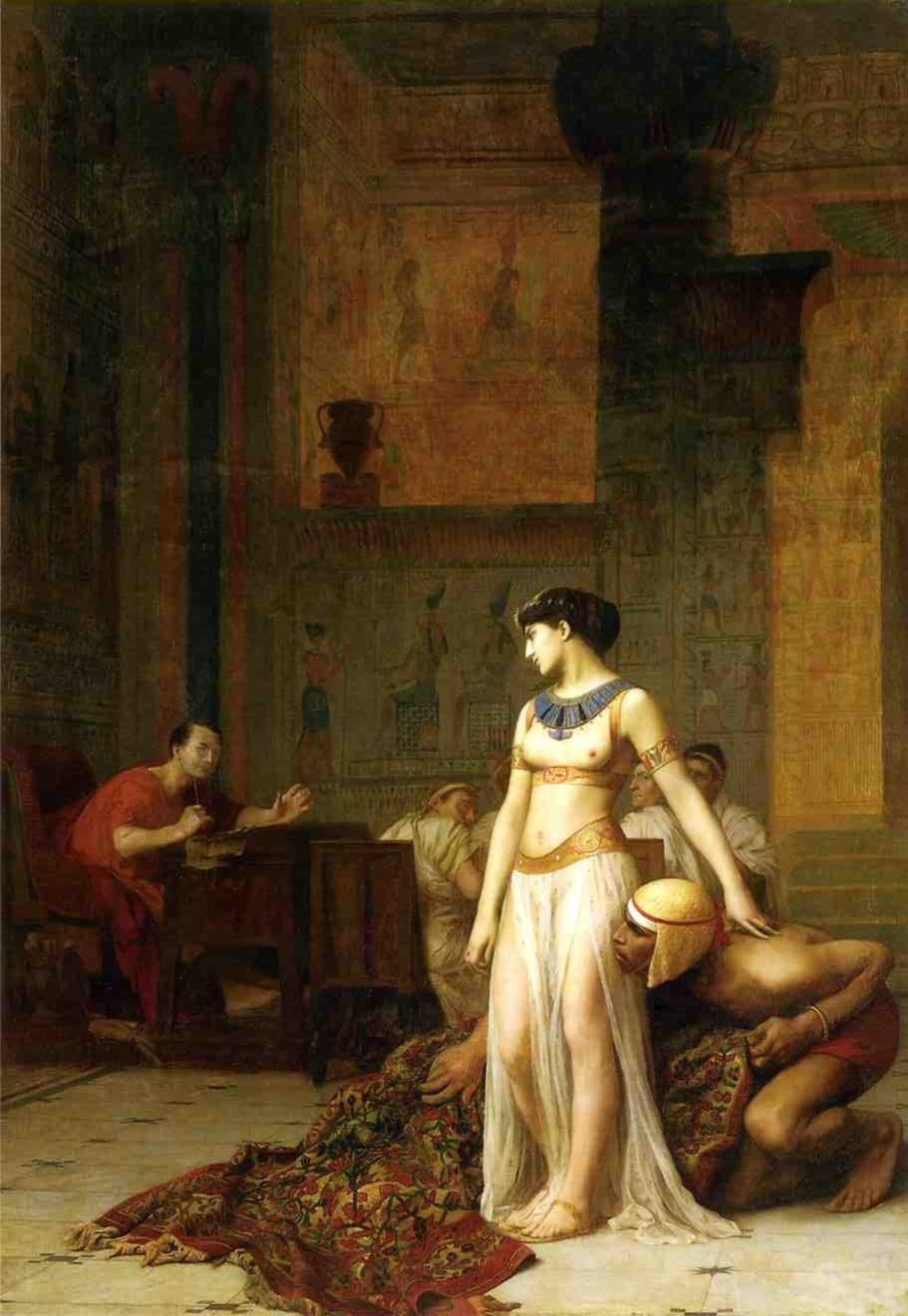
Cleópatra e César
Por Jean-Léon Gérôme, 1866

Em meados do século I a.C., a política romana estava inquieta. As divisões políticas em Roma eram identificadas em dois grupos, populares (que esperavam o apoio do povo) e os optimates (os "melhores", que queriam manter o controle aristocrático exclusivo). Sula derrubou todos os líderes populistas e suas reformas constitucionais removeram poderes (como os do tribuno da plebe) que apoiaram abordagens populistas. Enquanto isso, os estresses social e econômico continuaram a crescer; Roma havia se tornado uma metrópole com uma aristocracia super rica, aspirantes endividados e um grande proletariado, frequentemente de fazendeiros empobrecidos. Os últimos grupos apoiaram a Conspiração Catilinária - um fracasso retumbante, já que o cônsul Marco Túlio Cícero rapidamente prendeu e executou os principais líderes da conspiração.
Sobre esta cena turbulenta surgiu Caio Júlio César, de uma família aristocrática de riqueza limitada. Sua tia Júlia era a esposa de Caio Mário e César identificou-se com os populares. Para alcançar o poder, César reconciliou os dois homens mais poderosos de Roma: Marco Licínio Crasso, que financiara grande parte de sua carreira anterior, e o rival de Crasso, Gneu Pompeu Magno (ou Pompeu), com quem sua filha se casou. Ele os formou em uma nova aliança informal, que incluía ele mesmo e era chamada de Primeiro Triunvirato ("três homens"). Isso satisfez os interesses de todos os três: Crasso, o homem mais rico de Roma, tornou-se ainda mais rico e finalmente alcançou o alto comando militar; Pompeu passou a exercer mais influência no senado; e César obteve o consulado e o comando militar na Gália. Enquanto pudessem concordar, os três eram os governantes de facto de Roma.

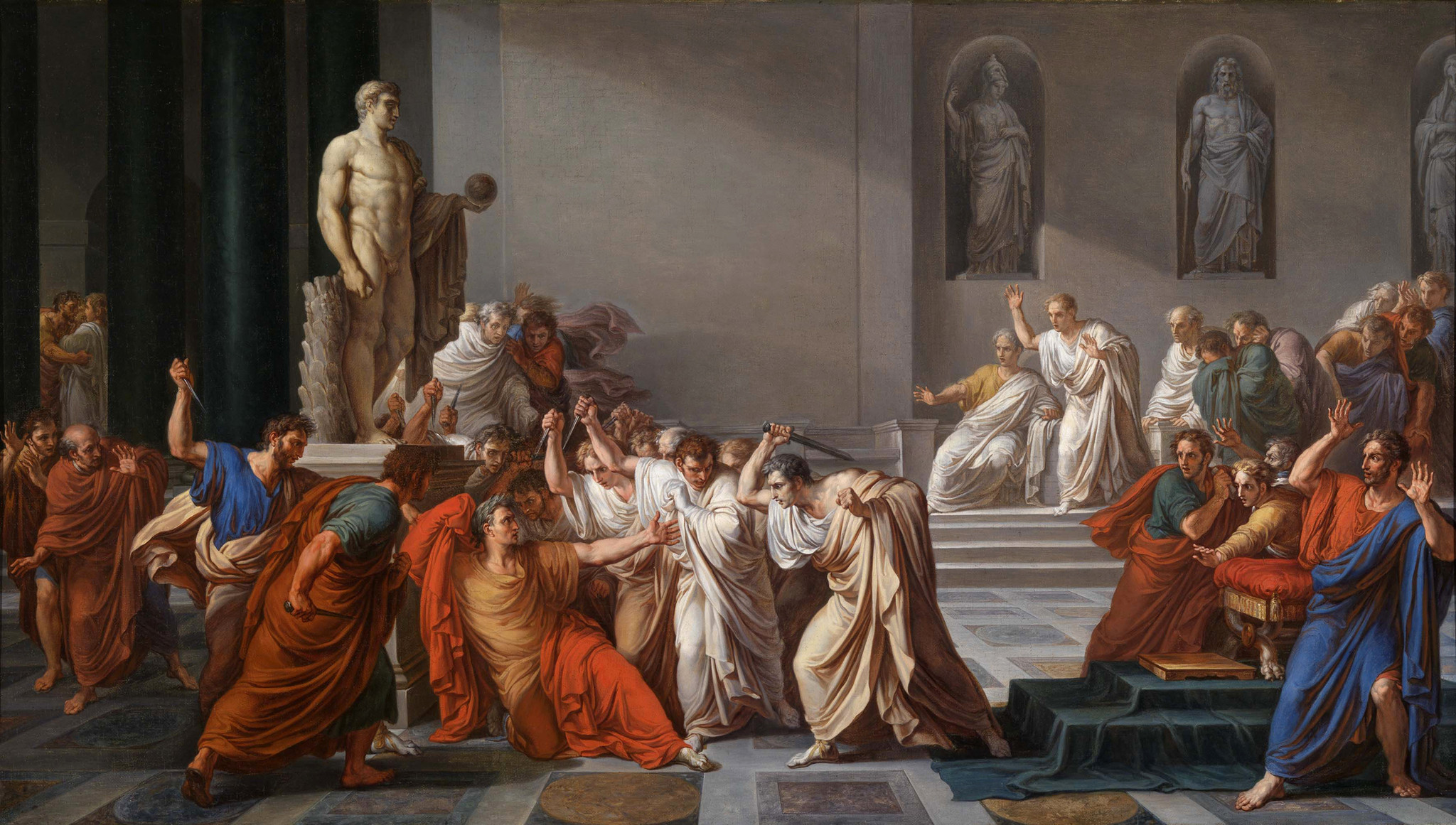
A Morte de César
Vincenzo Camuccini, 1805

Em 54 a.C., a filha de César, esposa de Pompeu, morreu no parto, desvendando um elo da aliança. Em 53 a.C., Crasso invadiu o Império Arsácida e foi morto na Batalha de Carras. O triunvirato desintegrou-se com a morte de Crasso, que atuava como mediador entre César e Pompeu. Sem ele, os dois generais passaram a atacar um ao outro pelo poder. César conquistou a Gália, obtendo imensa riqueza, respeito em Roma e a lealdade de legiões endurecidas pela batalha. Ele também se tornou uma clara ameaça para Pompeu e era detestado por muitos optimates. Confiante de que César poderia ser impedido por meios legais, o partido de Pompeu tentou tirar de César suas legiões, um prelúdio para o julgamento, o empobrecimento e o exílio de César.
Para evitar esse destino, César atravessou o rio Rubicão e invadiu Roma em 49 a.C.. Pompeu e seu grupo fugiram da Itália, perseguidos por César. A Batalha de Farsalos foi uma brilhante vitória para César e nesta e em outras campanhas ele destruiu todos os líderes dos optimates: Metelo Cipião, Catão, o Jovem e o filho de Pompeu, Cneu Pompeu. Pompeu foi assassinado no Egito em 48 a.C.. César era agora dominante sobre Roma, o que atraiu a amarga inimizade de muitos aristocratas. Ele recebeu muitos cargos e honras. Em apenas cinco anos, ele obteve quatro consulados, duas ditaduras comuns e duas ditaduras especiais: uma por dez anos e outra pela perpetuidade. Ele foi assassinado em 44 a.C., nos idos de março pelos Liberatores.

#### Otaviano e Segundo Triunvirato

A República Romana em

O assassinato de César causou tumulto político e social em Roma; sem a liderança do ditador, a cidade era governada por seu amigo e colega, Marco Antônio. Logo depois, Otaviano, a quem César adotou por sua vontade, chegou a Roma. Otaviano (historiadores consideram Otávio como Octaviano devido às convenções de nomenclatura romana) tentou se alinhar com a facção cesariana. Em 43 a.C., junto com Antônio e Marco Emílio Lépido, o melhor amigo de César, ele estabeleceu legalmente o Segundo Triunvirato. Esta aliança duraria cinco anos. Após sua formação, 130 a 300 senadores foram executados e suas propriedade foram confiscadas, devido ao suposto apoio aos Liberatores.
Em 42 a.C., o senado deificou Júlio César como "Divino Júlio"; Otaviano tornou-se assim Divino Filho, o filho do deificado. No mesmo ano, Otaviano e Antônio derrotaram os assassinos de César e os líderes dos Liberatores, Marco Júnio Bruto, o Jovem e Caio Cássio Longino, na Batalha de Filipos. O Segundo Triunvirato foi marcado pelas proibições de muitos senadores e equestres: depois de uma revolta liderada pelo irmão de Antônio, Lúcio Antônio, mais de 300 senadores e equestres envolvidos foram executados no aniversário dos Idos de Março, embora Lúcio tenha sido poupado. O triunvirato proscrevia vários homens importantes, incluindo Cícero, a quem Antônio odiava; Quinto Túlio Cícero, o irmão mais novo do orador; e Lúcio Júlio César, primo e amigo do aclamado general, por seu apoio a Cícero. No entanto, Lúcio foi perdoado, talvez porque sua irmã Júlia tenha intervindo por ele.

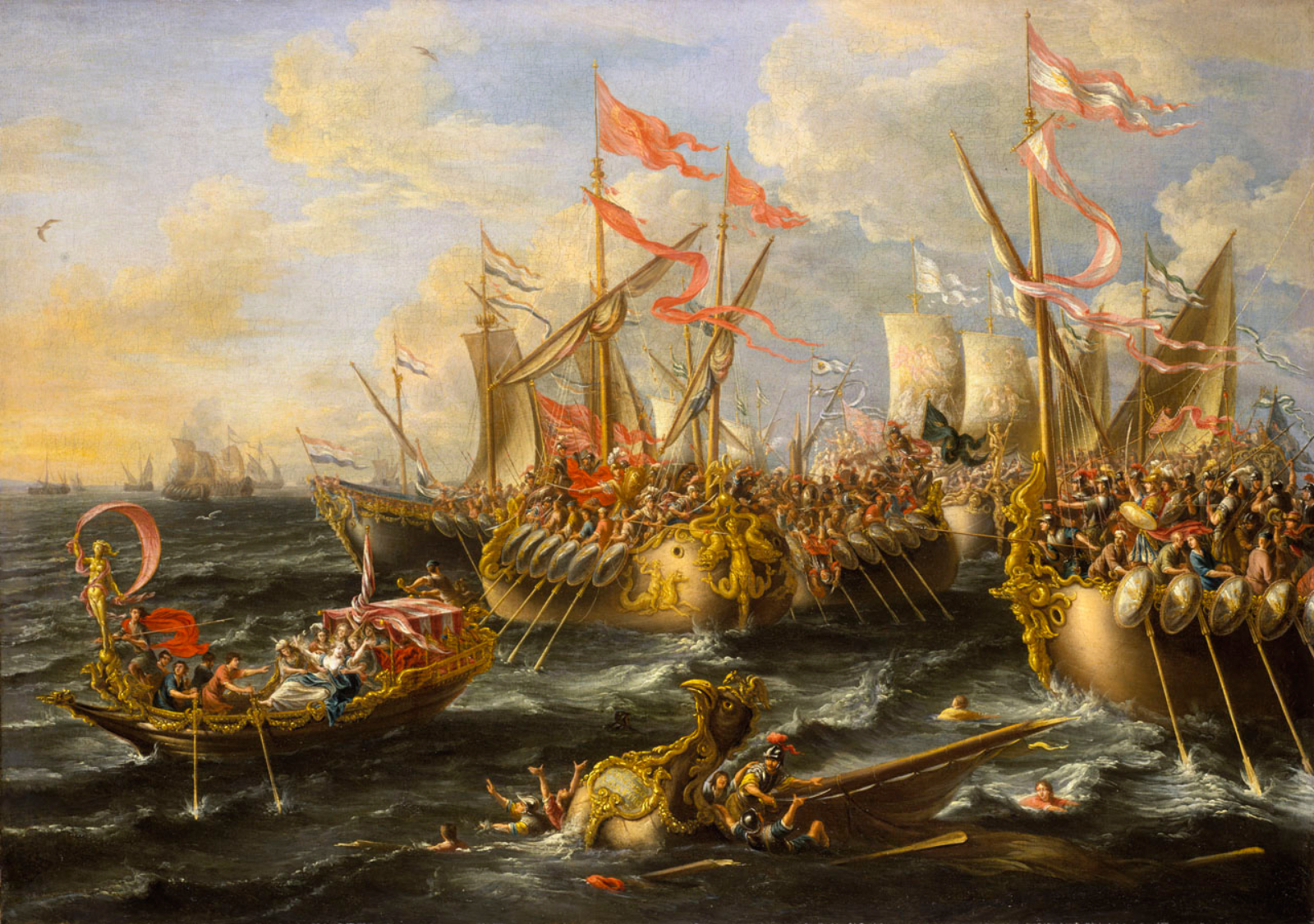
A Batalha de Ácio (1672), por Lorenzo A. Castro, Museu Marítimo Nacional

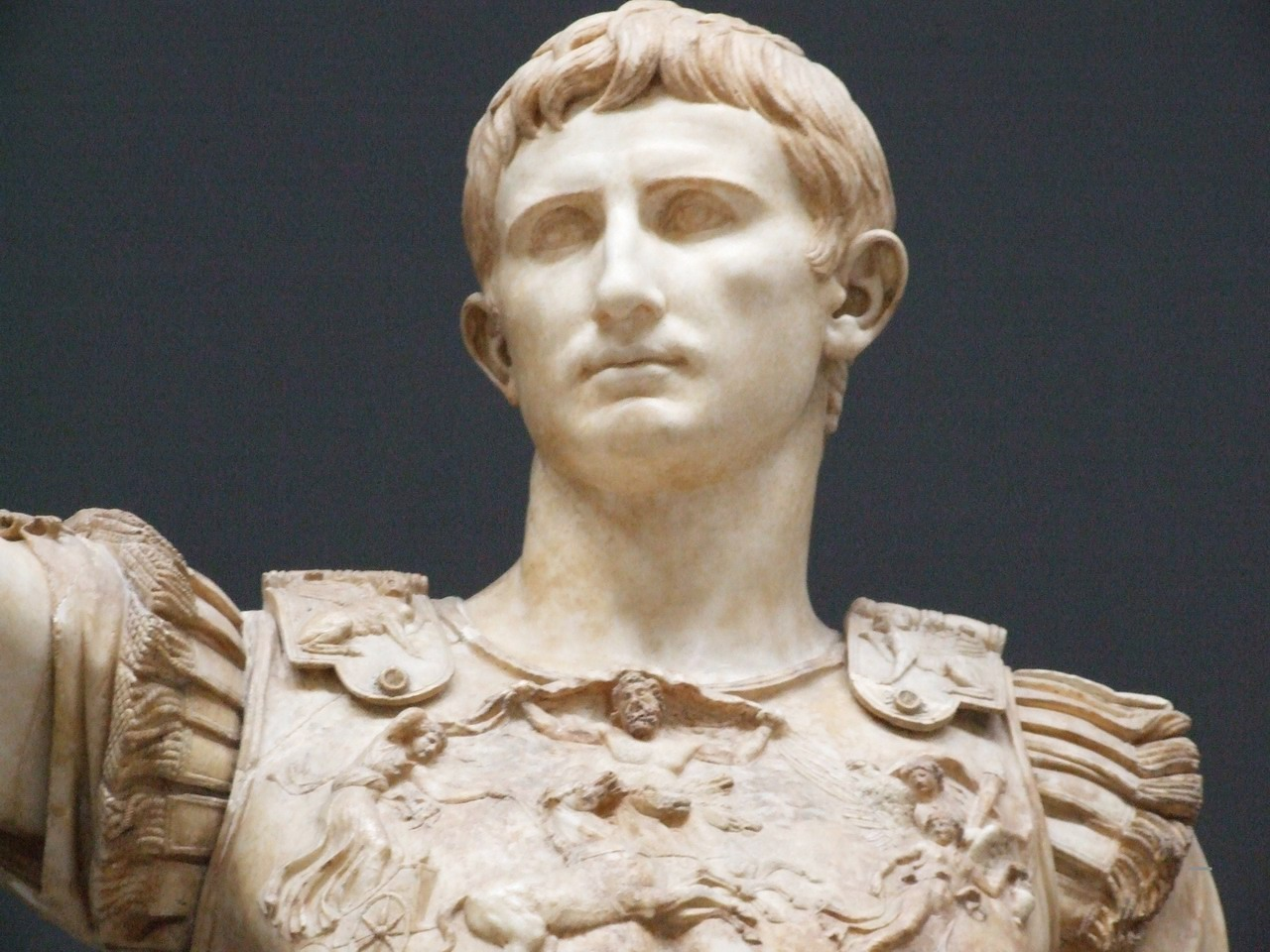
Augusto, o primeiro Imperador Romano

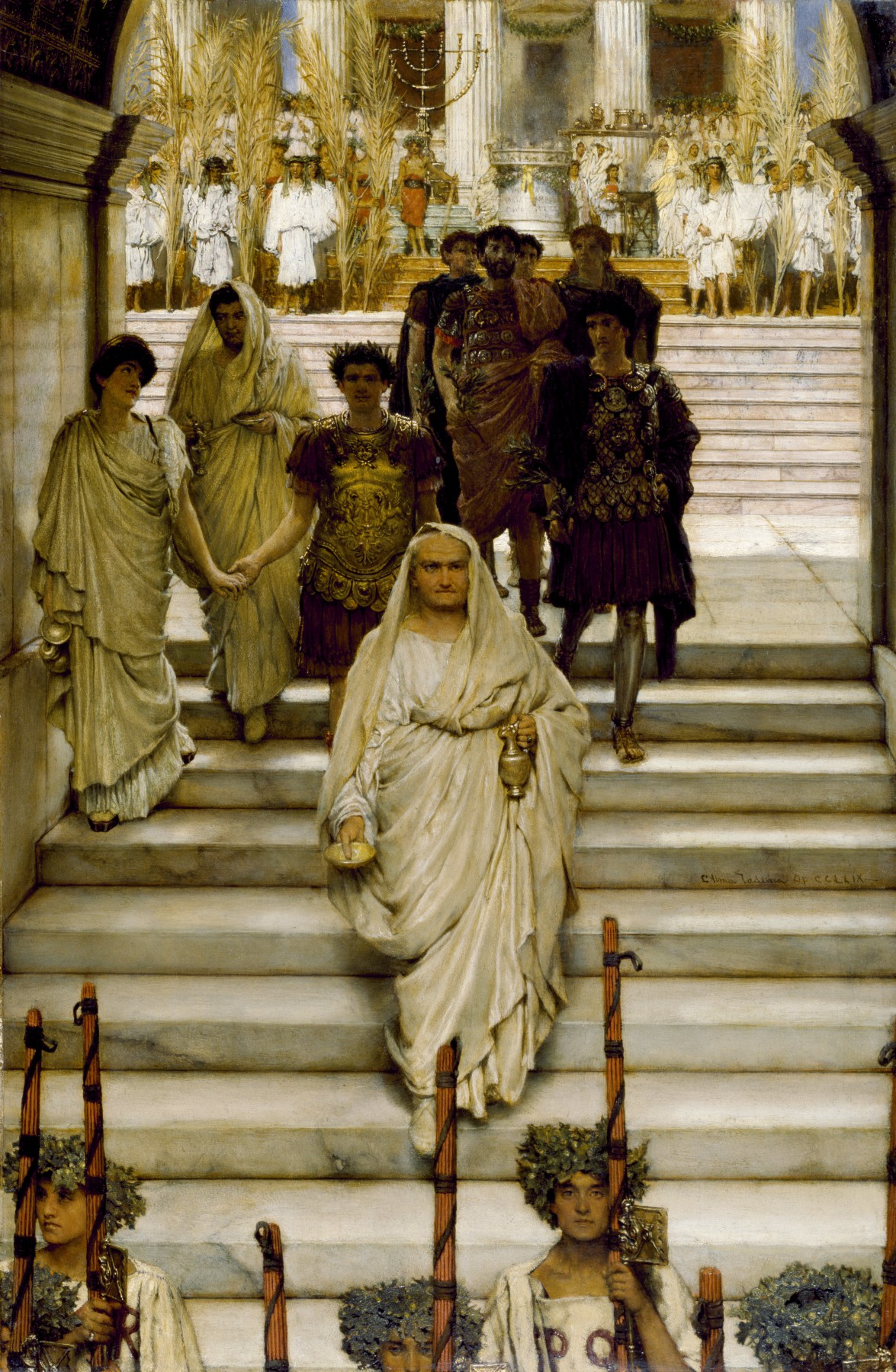
A família flaviana representada em Triunfo de Tito
Lawrence Alma-Tadema, 1885

O triunvirato dividiu o império entre os triúnviros: Lépido foi encarregado da África, Antônio das províncias orientais e Otaviano permaneceu na Itália e controlava a Hispânia e a Gália. O Segundo Triunvirato expirou em 38 a.C., mas foi renovado por mais cinco anos. No entanto, a relação entre Otaviano e Antônio se deteriorou e Lépido foi forçado a se aposentar em 36 a.C., depois de trair Otaviano na Sicília. No final do triunvirato, Antônio vivia no Egito ptolomaico, um reino independente e rico governado por sua amante, Cleópatra VII. O caso de Antônio com Cleópatra era visto como um ato de traição, já que ela era rainha de outro país. Além disso, Antônio adotou um estilo de vida considerado muito extravagante e helenista para um estadista romano.
Após as Doações de Alexandria feitas por Antônio, que deram a Cleópatra o título de "Rainha dos Reis" e aos filhos de Antônio e Cleópatra os títulos régios dos recém-conquistados territórios orientais, eclodiu a guerra entre Otaviano e Antônio. Otaviano aniquilou as forças egípcias na Batalha de Ácio em 31 a.C.. Antônio e Cleópatra se suicidaram, o Egito havia sido conquistado pelo Império Romano e, para os romanos, uma nova era havia começado.

### Império
Em 27 a.C. e com a idade de 36 anos, Otaviano era o único líder romano. Naquele ano, ele tomou o nome de Augusto. Esse evento é geralmente considerado pelos historiadores como o início do Império Romano - embora Roma fosse um estado "imperial" desde 146 a.C., quando Cartago foi arrasada por Cipião Emiliano e a Grécia foi conquistada por Lúcio Múmio. Oficialmente, o governo era republicano, mas Augusto assumiu poderes absolutos. Sua reforma do governo provocou um período de dois séculos coloquialmente referido pelos romanos como Pax Romana.

#### Dinastia júlio-claudiana
A dinastia júlio-claudiana foi estabelecida por Augusto. Os imperadores desta dinastia foram: Augusto, Tibério, Calígula, Cláudio e Nero. A dinastia é assim chamada devido às gente Júlia, a família de Augusto, e as gente Cláudia a família de Tibério. Os júlio-claudianos iniciaram a destruição dos valores republicanos, mas, por outro lado, impulsionaram o estatuto de Roma como a principal potência do mundo antigo.
Enquanto Calígula e Nero são geralmente lembrados como imperadores disfuncionais na cultura popular, Augusto e Cláudio são lembrados como imperadores que tiveram sucesso na política e nas forças armadas. Esta dinastia instituiu a tradição imperial em Roma e frustrou qualquer tentativa de restabelecer a República.

#### Dinastia flaviana
Os flavianos foram a segunda dinastia a governar Roma. Por volta do ano 68, ano da morte de Nero, não houve chance de retorno à antiga e tradicional República Romana, assim um novo imperador teve que se levantar. Após o tumulto no Ano dos Quatro Imperadores, Tito Flávio Vespasiano (ou Vespasiano) assumiu o controle do Império e estabeleceu uma nova dinastia. Sob o domínio dos flavianos, Roma continuou sua expansão e o Estado permaneceu seguro.

#### Dinastia nerva-antonina

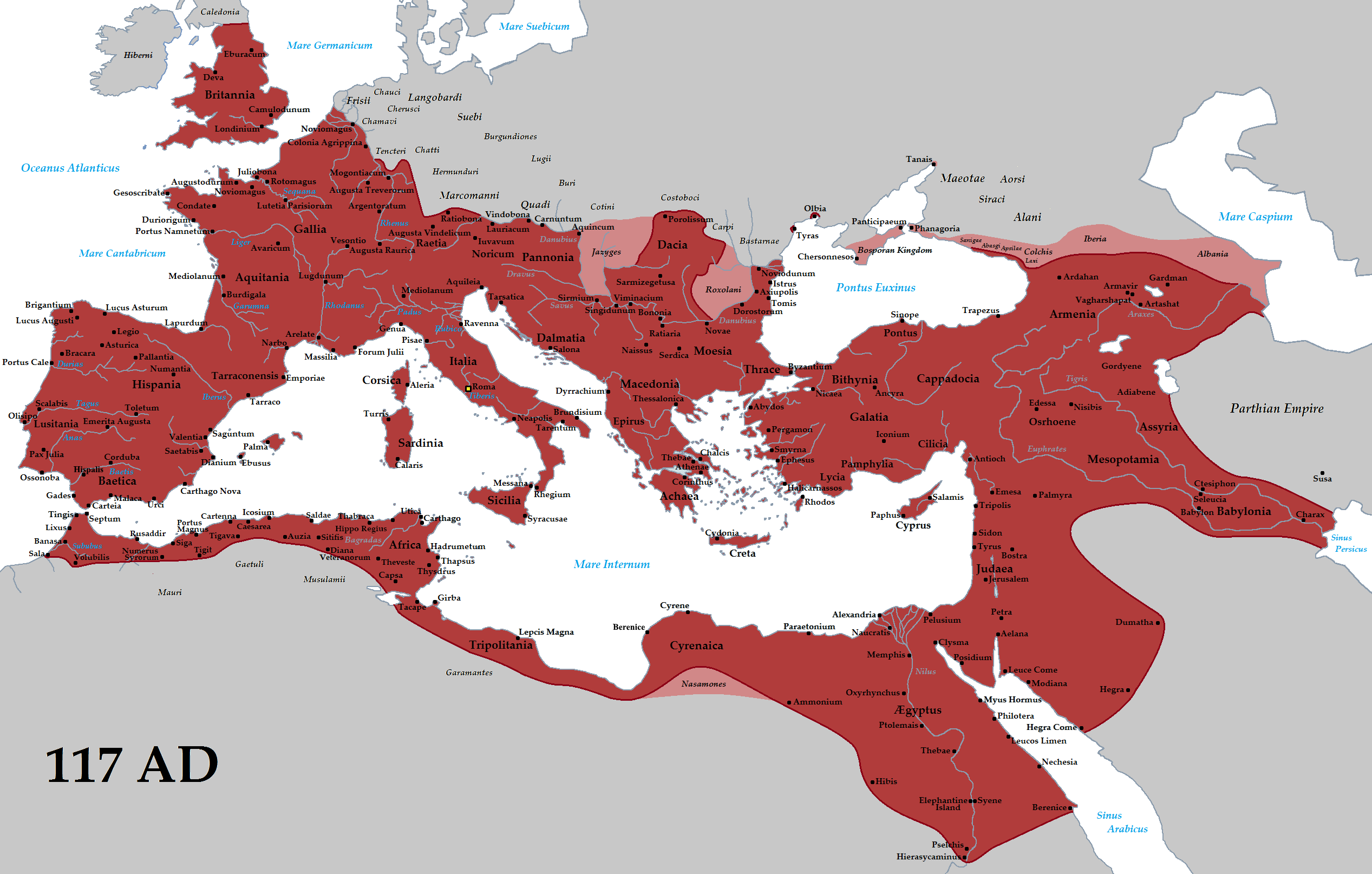
Império em seu auge sob Trajano em 117

A dinastia nerva-antonina, que governou entre 96 a 192, foi o domínio dos imperadores Nerva, Trajano, Adriano, Antonino Pio, Marco Aurélio, Lúcio Vero e Cômodo. Durante seu governo, Roma atingiu seu apogeu territorial e econômico. Este foi um momento de paz para Roma. Os critérios para escolher um imperador eram as qualidades do candidato e não mais laços de parentesco; Além disso, não houve guerras civis ou derrotas militares neste período.
Após o assassinato de Domiciano, o Senado rapidamente nomeou Nerva para manter a dignidade imperial. Esta foi a primeira vez que os senadores escolheram o imperador desde que Otaviano foi honrado com os títulos de príncipe e Augusto. Nerva tinha uma ascendência nobre e servira como conselheiro de Nero e dos flavianos. Seu governo restaurou muitas das liberdades assumidas por Domiciano e iniciou a última era de ouro de Roma.

#### Dinastia severa

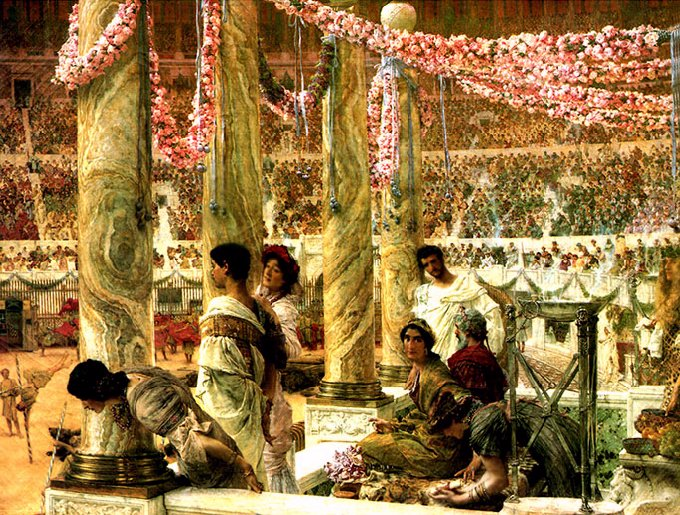
Caracala e Geta
Lawrence Alma-Tadema,1907

Cômodo foi morto por uma conspiração envolvendo Quinto Emílio Leto e sua esposa Marcia no final de 192. O ano seguinte é conhecido como o Ano dos Cinco Imperadores, durante o qual Públio Hélvio Pertinax, Dídio Juliano, Pescênio Níger, Clódio Albino e Septímio Severo mantiveram a dignidade imperial. Pertinax, um membro do Senado que havia sido um braço direito de Marco Aurélio, foi a escolha de Leto e ele governou de forma vigorosa e judiciosa. Leto logo ficou com ciúmes e instigou o assassinato de Pertinax pela guarda pretoriana, que então leiloou o império para o maior lance, Dídio Juliano, por 25 000 sestércios por homem.
O povo de Roma ficou horrorizado e apelou às legiões de fronteira para salvá-lo. As legiões de três províncias fronteiriças - Britânia, Panônia Superior e Síria - ressentiam-se de serem excluídas do "donativo" e respondiam declarando que seus generais individuais eram imperadores. Lúcio Septímio Severo Geta, o comandante da Panônia, subornou as forças adversárias, perdoou os guardas pretorianos e instalou-se como imperador. Ele e seus sucessores governaram com o apoio das legiões. As mudanças nas cunhagens e nos gastos militares foram a raiz da crise financeira que marcou a crise do terceiro século.

#### Crise do terceiro século

As divisões internas do Império Romano formaram o Império de Palmira (em amarelo) e o Império das Gálias (em verde)

Um cenário desastroso surgiu após a morte de Alexandre Severo: o Estado romano foi atormentado por guerras civis, invasões externas, caos político, pandemias e depressão econômica. Os antigos valores romanos haviam entrado em decadência e o mitraísmo e o cristianismo começaram a se espalhar pela população. Os imperadores não eram mais homens ligados à nobreza; eles geralmente nasceram em classes baixas de partes distantes do Império. Esses homens alcançaram proeminência através das fileiras militares e tornaram-se imperadores através de guerras civis.
Houve 26 imperadores em um período de 49 anos, um sinal de instabilidade política. Maximino Trácio foi o primeiro imperador da época e governou por apenas três anos. Outros governaram apenas por alguns meses, como Gordiano I, Gordiano II, Balbino e Hostiliano. A população e as fronteiras foram abandonadas, uma vez que os imperadores estavam mais preocupados em derrotar seus rivais e em estabelecer seu domínio. A economia também sofreu durante essa época. Os enormes gastos militares do Severo causaram uma desvalorização das moedas romanas. A hiperinflação veio também nesse momento. A Praga de Cipriano estourou em 250 e matou uma grande parte da população.
Em 260, as províncias da Síria Palestina, Ásia Menor e Egito separaram-se do resto do Estado romano para formar o Império de Palmira, governado pela rainha Zenóbia e centrado na cidade de Palmira. Nesse mesmo ano, o Império Gálico foi criado por Póstumo, mantendo controle sobre a Britânia e a Gália. Estas regiões do império separaram-se de Roma depois da captura do imperador Valério pelos sassânidas da Pérsia, o primeiro governante romano a ser capturado por seus inimigos; foi um fato humilhante para os romanos. A crise começou a retroceder durante os reinados de Cláudio Gótico (268-270), que derrotou os invasores godos, e Aureliano (271-275), que reconquistou os Impérios Gálico e de Palmira. A crise foi superada durante o reinado de Diocleciano.

#### Dominato

##### Diocleciano

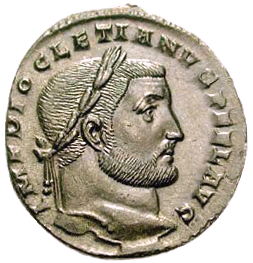
Fólis de Diocleciano

Em 284, Diocleciano foi saudado como imperador pelo exército oriental. Diocleciano resolveu a crise através de mudanças políticas e econômicas. Uma nova forma de governo foi estabelecida: a Tetrarquia. O Império foi dividido entre quatro imperadores, dois no Ocidente e dois no Oriente. Os primeiros tetrarcas foram Diocleciano (no Oriente), Maximiano (no Ocidente) e dois imperadores júnior, Galério (no Oriente) e Flávio Constâncio (no Ocidente). Para ajustar a economia, Diocleciano fez várias reformas tributárias.
Diocleciano expulsou os persas que saquearam a Síria e conquistaram algumas tribos bárbaras com Maximiano. Ele adotou muitos comportamentos de monarcas orientais, como usar pérolas, sandálias e vestes douradas. Qualquer um na presença do imperador tinha agora que se prostrar - um ato comum no Oriente, mas nunca praticado em Roma antes. Diocleciano não usou uma forma disfarçada de República, como os outros imperadores desde Augusto fizeram. Entre 290 e 330, meia dúzia de novas capitais haviam sido estabelecidas pelos membros da Tetrarquia, oficialmente ou não: Antioquia, Nicomédia, Tessalônica, Sírmio, Mediolano (atual Milão) e Augusta dos Tréveros (atual Tréveris).
Diocleciano também foi responsável por uma significativa perseguição aos cristãos. Em 303, ele e Galério iniciaram a perseguição e ordenaram a destruição de todas as igrejas e proibiram o culto cristão. Diocleciano abdicou em 305 juntamente com Maximiano, assim, ele foi o primeiro imperador romano a renunciar ao cargo. Seu reinado terminou a forma tradicional de governo imperial, o Principado (de príncipe) e iniciou o Dominato (de Dominus, "Mestre").

##### Constantino e Cristianismo

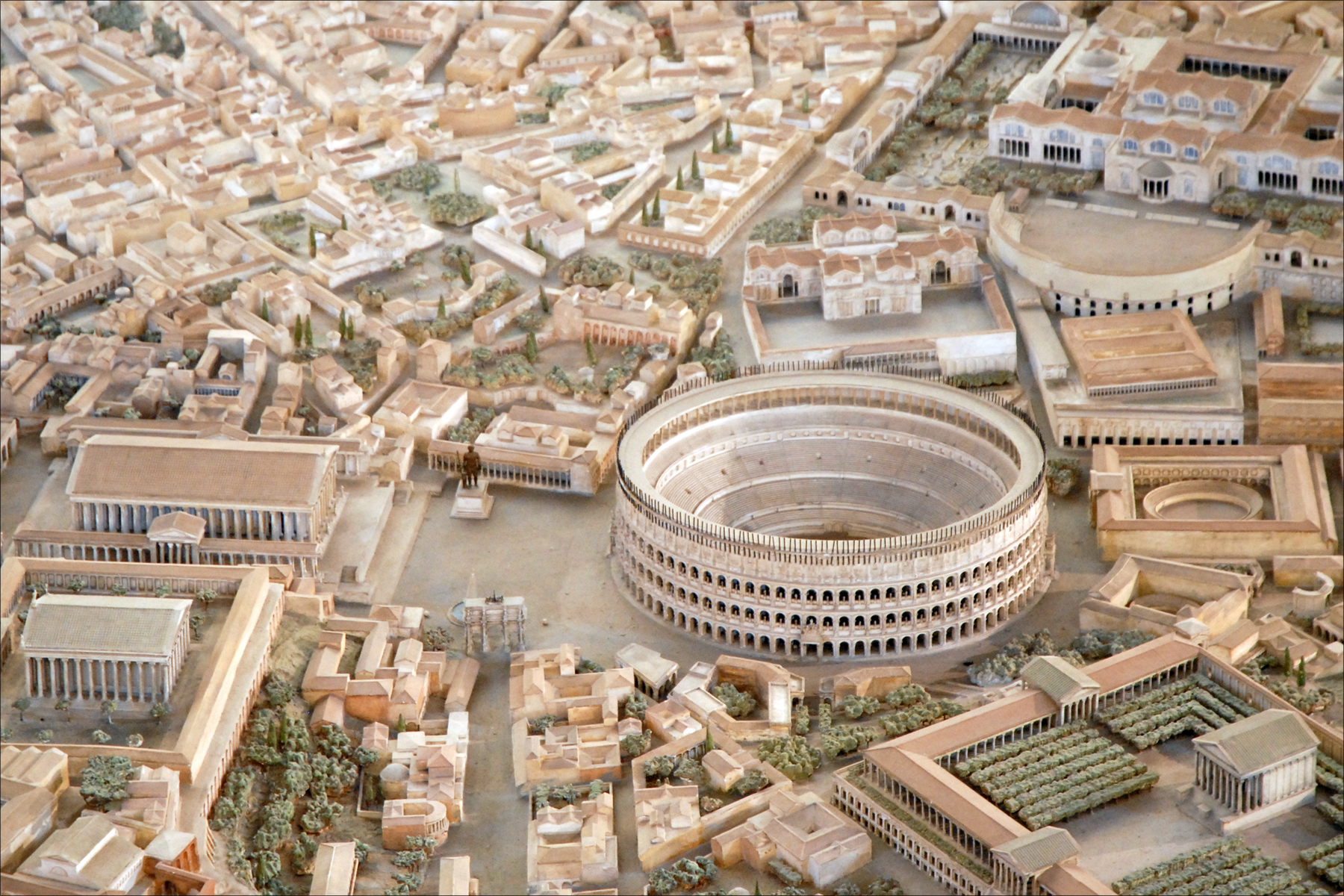
Maquete de Roma durante o reinado de Constantino (306-337)

Constantino assumiu o império como um tetrarca em 306. Ele conduziu muitas guerras contra os outros tetrarcas. Em primeiro lugar, ele derrotou Maxêncio em 312. Em 313, ele emitiu o Edito de Milão, que concedia liberdade para os cristãos professarem sua religião. Constantino foi convertido ao cristianismo, reforçando a fé cristã. Ele começou a cristianização do Império e da Europa - um processo concluído pela Igreja Católica durante a Idade Média.
Ele foi derrotado pelos francos e pelos alamanos entre 306 e 308. Em 324, ele derrotou outro tetrarca, Licínio, e passou a controlar todo o império, como era antes de Diocleciano. Para celebrar suas vitórias e a relevância do cristianismo, ele reconstruiu Bizâncio e renomeou-a como a Nova Roma; mas a cidade logo ganhou o nome informal de Constantinopla ("Cidade de Constantino").
Bizâncio serviu como uma nova capital para o Império, sendo que Roma havia perdido sua importância central desde a crise do terceiro século - Mediolano foi a capital ocidental de 286 a 330, até o reinado de Honório, quando Ravena foi transformada em capital, no século V. As reformas administrativas e monetárias de Constantino, que reuniram o Império sob um imperador e reconstruíram a cidade de Bizâncio, mudaram o mundo antigo.

#### Colapso

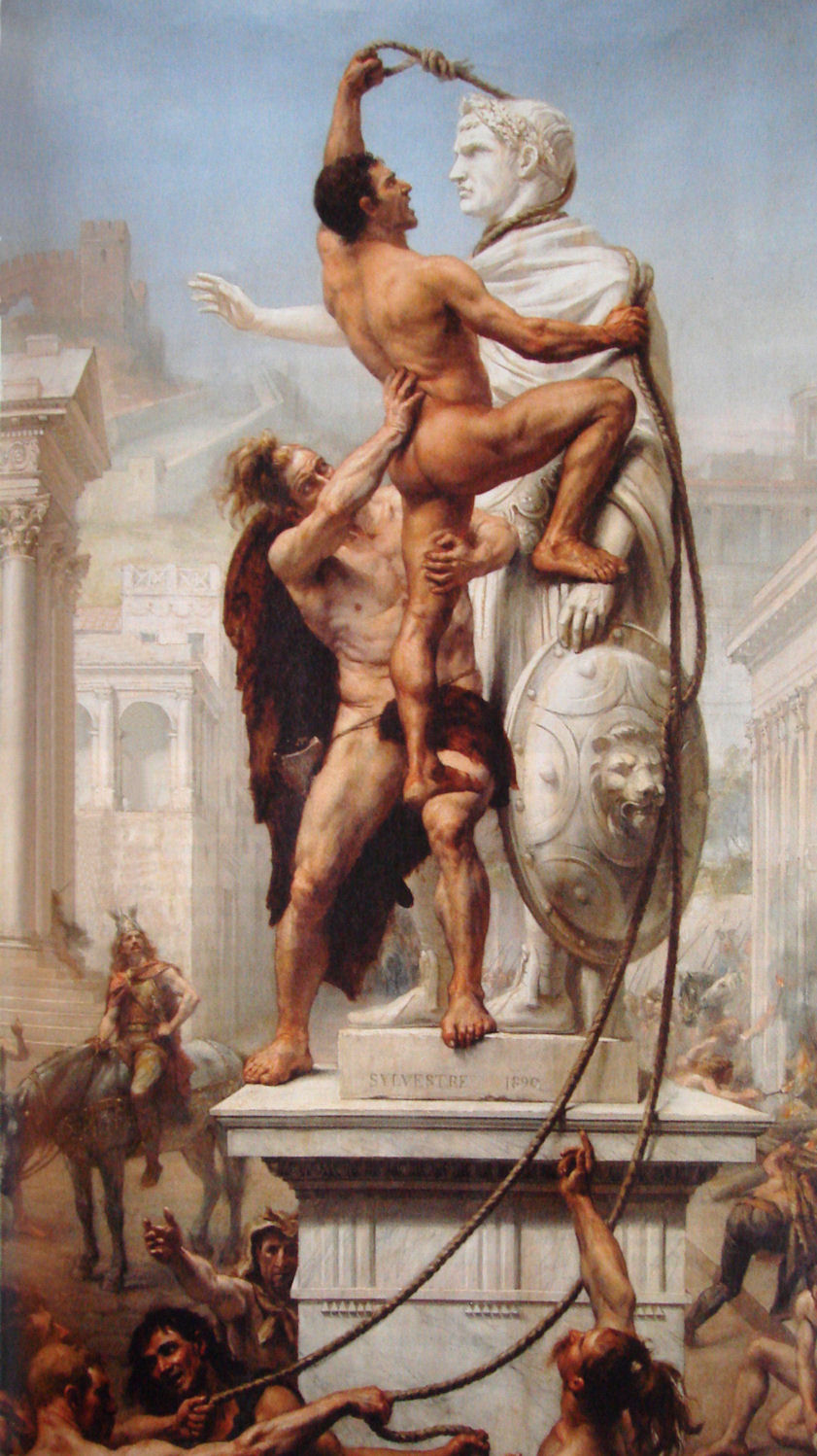
O Saque de Roma em 410, perpetrado pelos visigodos. Foi a primeira vez em 800 anos que a capital romana caiu para um inimigo estrangeiro

Sob os últimos imperadores da dinastia constantiniana e da dinastia valentiniana, Roma perdeu batalhas decisivas contra o Império Sassânida e os bárbaros germânicos: em 363, o imperador Juliano, o Apóstata, foi morto na Batalha de Samarra contra os persas e a desastrosa Batalha de Adrianópolis custou a vida do imperador Valente (364-378); os vitoriosos godos nunca foram expulsos nem assimilados pelo Império. O imperador seguinte, Teodósio I (379-395), deu ainda mais força à fé cristã e, após sua morte, o Império foi dividido em Império Romano do Oriente, governado por Arcádio, e o Império Romano do Ocidente, comandado por Honório, ambos dos quais eram filhos de Teodósio. No final dos séculos IV e V, o Império Romano do Ocidente entrou em um estágio crítico que culminou em seu colapso.
A situação tornou-se mais crítica em 408, após a morte de Estilicão, um general que tentou reunir o Império e repelir a invasão bárbara nos primeiros anos do século V. O exército profissional entrou em colapso. Em 410, a dinastia teodosiana viu os visigodos saquearem Roma. Durante o século V, o Império do Ocidente experimentou uma redução significativa de seu território. Os vândalos conquistaram o norte da África, os visigodos reivindicaram a Gália, a Hispânia foi tomada pelos suevos, a Britânia foi abandonada pelo governo central e o Império sofreu ainda mais com as invasões de Átila, líder dos hunos.
O general Orestes recusou-se a atender às exigências dos "aliados" bárbaros que agora formavam o exército e tentou expulsá-los da Itália. Infeliz com isso, seu chefe Odoacro derrotou e matou Orestes, invadiu Ravena e destronou Rômulo Augusto, filho de Orestes. Este evento, ocorrido em 476, geralmente marca o fim da Antiguidade Clássica e início da Idade Média na Europa.
Após cerca de 1 200 anos de independência e quase 700 anos como uma grande potência, o governo de Roma no Ocidente acabou. Várias razões para a queda de Roma foram propostas desde então, incluindo o fim do republicanismo, a decadência moral, a tirania militar, a guerra de classes, a escravidão, a estagnação econômica, as mudanças ambientais, o surgimento de pandemias e o declínio do povo romano, assim como o inevitável fluxo e refluxo que todas as civilizações da história já experimentam. Na época, muitos pagãos argumentavam que o cristianismo e o declínio da religião romana tradicional eram os responsáveis pelo colapso do império; alguns pensadores racionalistas da era moderna atribuem a queda a uma mudança de uma religião marcial para uma religião mais pacifista, que diminuiu o número de soldados disponíveis; enquanto cristãos, como Agostinho de Hipona, argumentavam que a natureza pecaminosa da própria sociedade romana tinha sido a culpada pelo declínio.

### Império do Oriente (ou Bizantino)

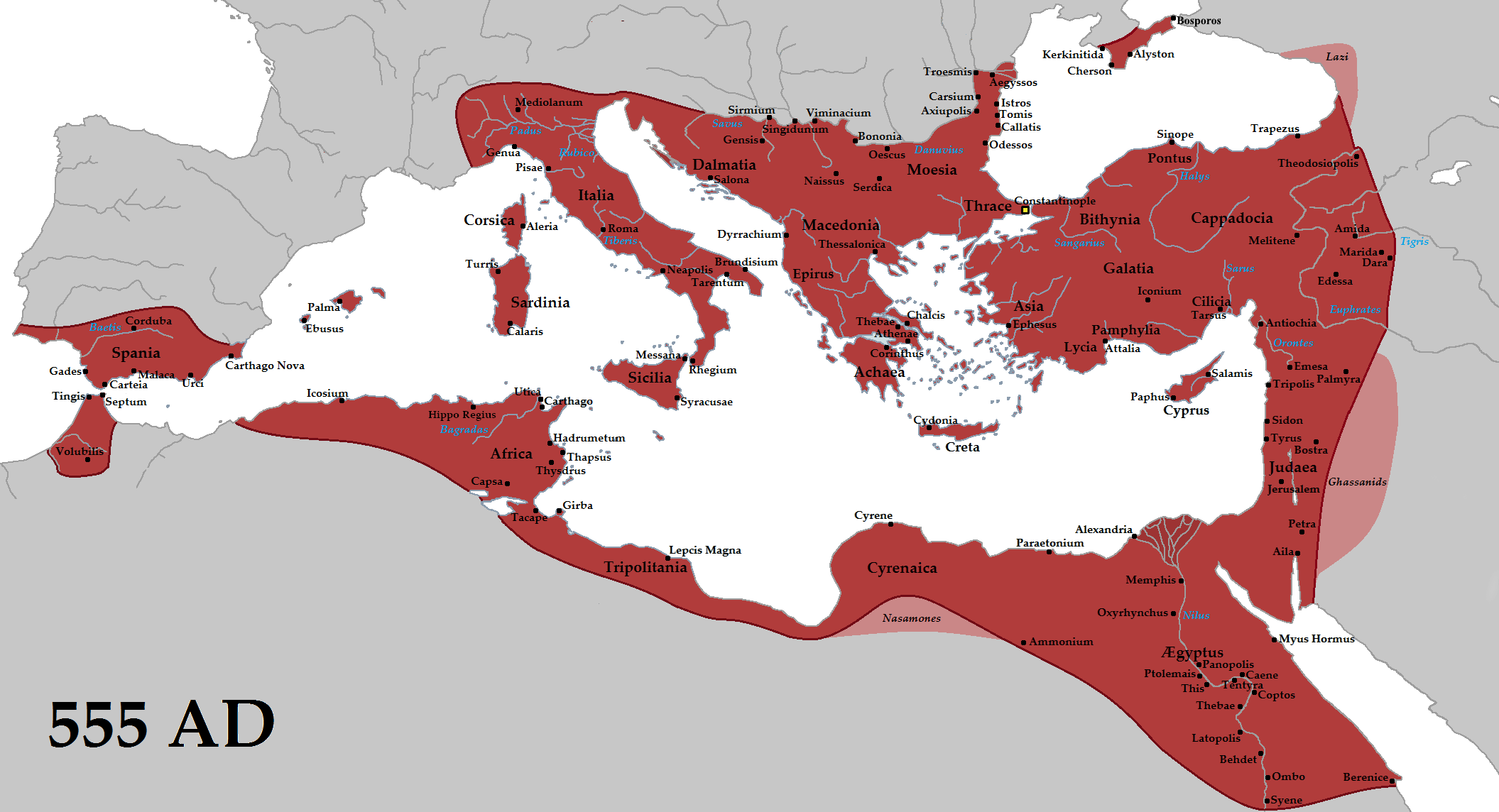
O Império Bizantino em seu auge no ano de 555, durante o período de Justiniano

O Império do Oriente teve um destino diferente. Ele sobreviveu por quase mil anos após a queda de sua contraparte ocidental e se tornou o reino cristão mais estável da Idade Média. O Oriente foi poupado das dificuldades enfrentadas pelo Ocidente no século V, em parte devido a uma cultura mais urbana e a mais recursos financeiros que lhe permitiram evitar invasões pagando tributos e contratando mercenários estrangeiros. Teodósio II (r. 408–450) comissionou em Constantinopla as muralhas que levaram seu nome (408–413), o que deixou a cidade imune à maior parte dos ataques; as muralhas mantiveram-se inexpugnáveis até 1204. Com o fim da ameaça huna, o Império do Oriente viveu um período de paz, enquanto o Império do Ocidente continuou seu lento declínio em decorrência da expansão dos povos germânicos: por esta altura muitos de seus antigos territórios já haviam sido perdidos, terminando por ser completamente conquistado em 476 pelo oficial de origem germânica Odoacro, que forçou o imperador Rômulo Augusto (r. 475–476) a abdicar.
Em 480, o imperador Zenão (r. 474–491) aboliu a divisão do império, tonando-se imperador único. Odoacro (r. 476–493), agora governando a Itália como rei, foi nominalmente subordinado de Zenão, mas atuou com completa autonomia e acabou por apoiar uma rebelião contra o imperador. Para recuperar a Itália, Zenão negociou a reconquista com o rei ostrogótico da Mésia, Teodorico, o Grande (r. 474–526), a quem enviou como mestre dos soldados da Itália, a fim de depor Odoacro. Ele foi assassinado por Teodorico durante um banquete em 493 e Teodorico fundou o Reino Ostrogótico, do qual tornou-se rei (493–526), embora nunca tenha sido reconhecido como tal pelos imperadores orientais. Em 491, Anastácio I (r. 491–518), um oficial civil de origem romana, tornou-se imperador. No âmbito militar foi bem-sucedido em suprimir, em 497, uma revolta isaura que havia eclodido em 492, bem como numa guerra contra o Império Sassânida. Atualmente desconhecem-se os termos do tratado de paz que terminou este último conflito. No âmbito administrativo mostrou-se um reformador enérgico e um administrador competente — aperfeiçoou o sistema de cunhagem de Constantino, através do estabelecimento definitivo do peso do fólis, a moeda utilizada na maioria das transações diárias, e reformou o sistema tributário, abolindo permanentemente o imposto Crisárgiro. O Tesouro do Estado dispunha da enorme quantia de 150 000 quilos de ouro quando ele morreu em 518.

Animação da evolução territorial do Estado romano até a Queda de Constantinopla em 1453.
República Romana
Império Romano
Império Ocidental
Império Oriental

Durante o século VI, Justiniano reconquistou o norte da África e a península itálica. Mas poucos anos após a morte de Justiniano, as possessões bizantinas na Itália foram bastante reduzidas pelos lombardos, que se estabeleceram na região. No leste, parcialmente devido ao efeito enfraquecedor da Praga de Justiniano, os bizantinos foram ameaçados pela ascensão do islã. Seus seguidores rapidamente provocaram a conquista da Síria, a conquista da Armênia e a conquista do Egito durante as guerras bizantino-árabes, e logo representaram uma ameaça direta a Constantinopla. No século seguinte, os árabes também capturaram o sul da Itália e a Sicília.
Os bizantinos, no entanto, conseguiram impedir novas expansões islâmicas em suas terras durante o século VIII e, a partir do IX, recuperaram partes das terras conquistadas. Em 1000, o Império do Oriente estava no auge: Basílio II reconquistou a Bulgária e a Armênia, período em que a cultura e o comércio floresceram. No entanto, logo depois, esta expansão foi abruptamente interrompida em 1071 com a derrota bizantina na Batalha de Manzicerta. As consequências dessa batalha levaram o império a um longo período de declínio.

#### Colapso
Duas décadas de lutas internas e invasões turcas acabaram levando o imperador Aleixo I Comneno a enviar um pedido de ajuda aos reinos da Europa Ocidental em 1095. O Ocidente respondeu com as Cruzadas, o que eventualmente resultou no saque de Constantinopla pelos participantes da Quarta Cruzada. A conquista de Constantinopla em 1204 fragmentou o que restou do Império em Estados sucessores; o vencedor final foi o Império de Niceia. Após a reconquista de Constantinopla pelas forças imperiais, o Império Bizantino era pouco mais que um Estado grego confinado à costa do mar Egeu. O Império entrou em colapso quando Maomé II, o Conquistador, tomou a cidade Constantinopla em 29 de maio de 1453.

## Sociedade

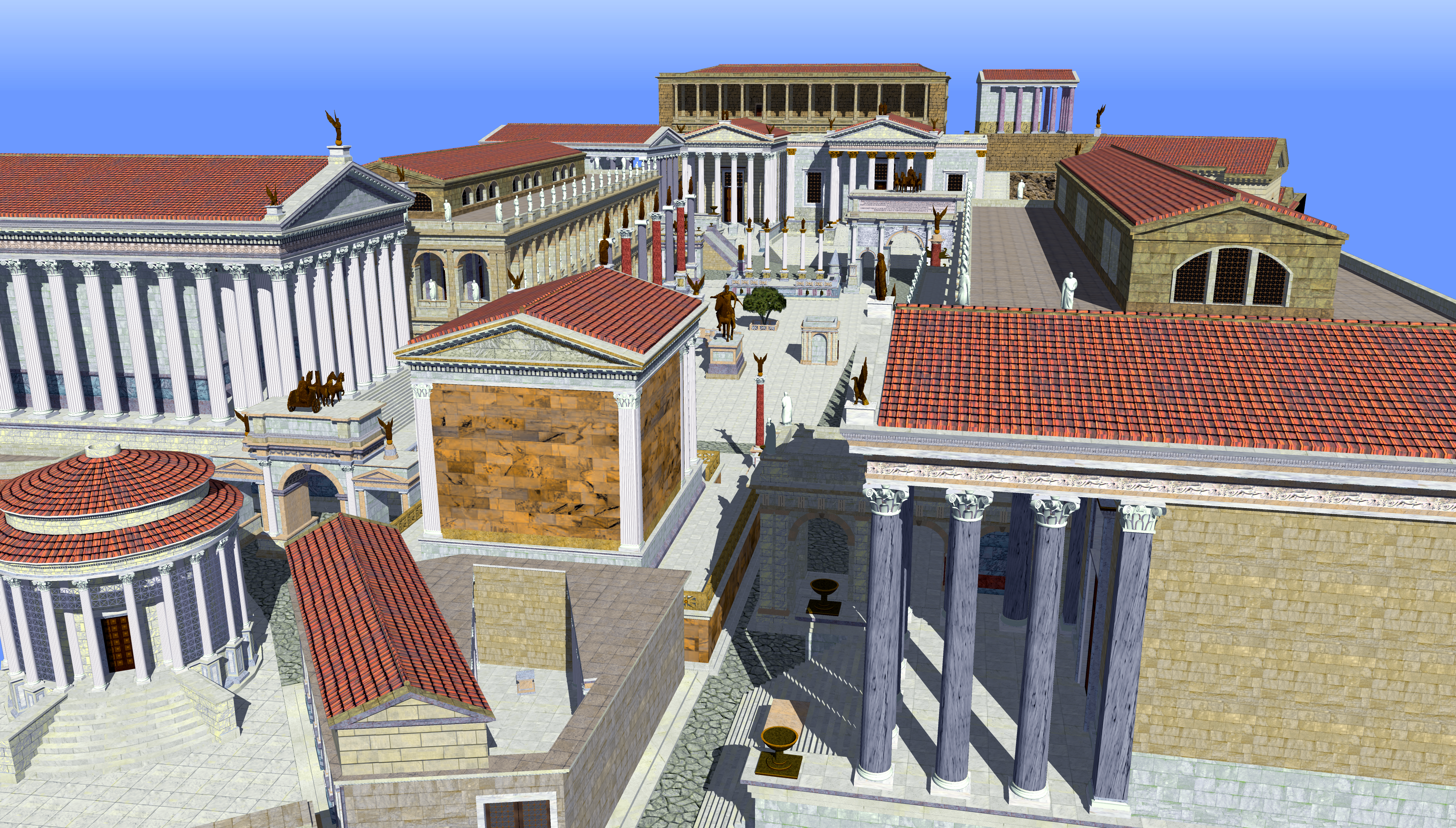
O Fórum Romano, o centro político, econômico, cultural e religioso da cidade durante a República e, mais tarde, durante o Império, está agora em ruínas

Os principais grupos sociais que se construíram em Roma eram os patrícios, os clientes, os plebeus e os escravos:
- Patrícios: eram grandes proprietários de terras, rebanhos e escravos. Desfrutavam de direitos políticos e podiam desempenhar altas funções públicas no exército, na religião, na justiça ou na administração. Eram os cidadãos romanos.[119][120]
- Clientes: eram homens livres que se associavam aos patrícios, prestando-lhes diversos serviços pessoais em troca de auxílio econômico e proteção social. Constituíam ponto de apoio da dominação política e militar dos patrícios.[119][120]
- Plebeus: eram homens e mulheres livres que se dedicavam ao comércio, ao artesanato e aos trabalhos agrícolas. Apesar da conotação do nome, havia plebeus ricos.[119][120]
- Escravos: Representavam uma propriedade, e, assim, o senhor tinha o direito de castigá-los, de vendê-los ou de alugar seus serviços. Muitos escravos também eram eventualmente libertados.[119][120]

### Família

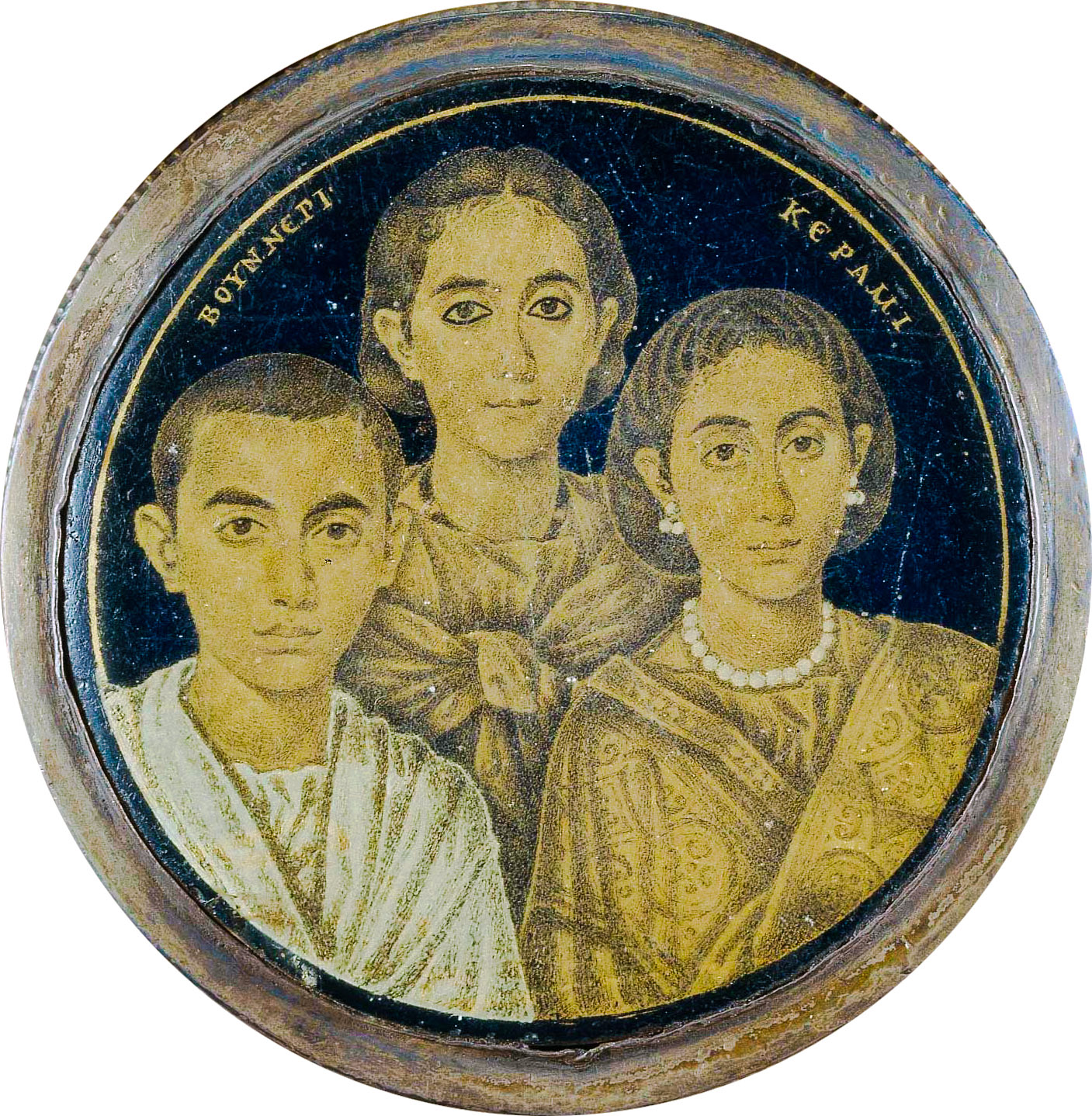
Retrato de uma família romana

As unidades básicas da sociedade romana eram os lares e as famílias (ver gente), que incluíam a cabeça da casa (geralmente o pai), pater familias (pai da família), sua esposa, filhos e outros parentes. Nas classes superiores, escravos e servos também faziam parte do lar. O poder do chefe da família era supremo (patria potestas, "poder do pai") dentro da casa: ele podia forçar o casamento (geralmente por dinheiro) e o divórcio de seus filhos, vendê-los à escravidão, reivindicar a propriedade de seus dependentes ou até punir ou matar membros da família (embora esse último direito aparentemente tenha deixado de ser exercido após o século I a.C.).
O patria potestas se estendia até a filhos adultos com seus próprios lares: um homem não era considerado um pater familias e nem podia verdadeiramente possuir bens, enquanto seu próprio pai estivesse vivo. Durante o período inicial da história de Roma, uma filha, quando casava, caia sob o controle (manus) do pater familias da casa de seu marido, embora no final da República isto caído em desuso, visto que a mulher podia optar por continuar reconhecendo a família do pai como sua verdadeira família. No entanto, como os romanos consideravam a descendência através da linhagem masculina, qualquer criança dela pertenceria à família de seu marido.
Pouco carinho era mostrado às crianças de Roma. A mãe ou um parente idoso geralmente criava meninos e meninas. As crianças indesejadas eram frequentemente vendidas como escravas. Em famílias nobres, uma enfermeira grega geralmente ensinava as crianças latinas e gregas. Seu pai ensinava os meninos a nadar e andar, embora às vezes ele contratasse um escravo para fazer isto. Aos sete anos, um menino começava a sua educação. Como não havia prédio da escola, as aulas eram realizadas em um telhado (se estivesse escuro, o menino teria que levar uma lamparina). Pranchas cobertas de cera eram usadas como papel, visto que papiro e pergaminho eram muito caros - ou ele podia apenas escrever na areia. Um pedaço de pão para ser comido também era levado.

### Educação

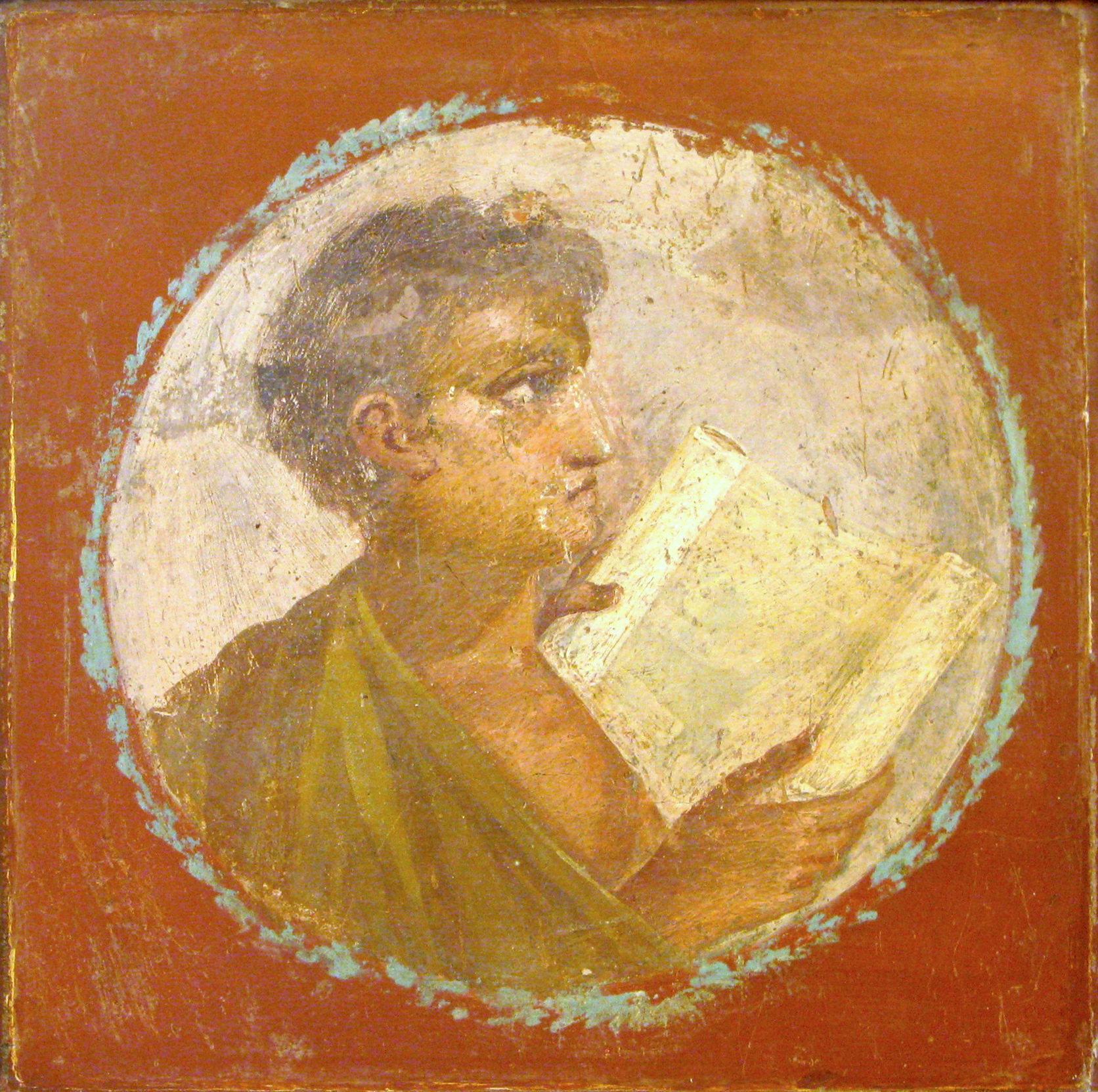
Retrato de jovem lendo um rolo de papiro, Herculano, século I

No início da República, não havia escolas públicas, então os meninos eram ensinados a ler e escrever por seus pais, ou por escravos instruídos, chamados pedagogos, geralmente de origem grega. O principal objetivo da educação durante esse período era treinar jovens na agricultura, na guerra, nas tradições romanas e nos assuntos públicos. Os rapazes aprendiam muito sobre a vida cívica, acompanhando seus pais em funções religiosas e políticas, incluindo o Senado para os filhos dos nobres.
Os filhos dos nobres eram aprendizes de uma figura política proeminente aos 16 anos e faziam campanha com o exército a partir dos 17 anos (esse sistema ainda estava em uso entre algumas famílias nobres na era imperial). As práticas educacionais foram modificadas após a conquista dos reinos helenísticos no século III a.C. e a resultante influência grega, embora as práticas educacionais romanas ainda fossem muito diferentes das gregas. Se seus pais pudessem pagar, meninos e algumas meninas com 7 anos de idade eram enviados para uma escola particular chamada ludus, onde um professor (chamado de litterator ou magister ludi, e muitas vezes de origem grega) lhes ensinava leitura, escrita, aritmética e, às vezes, grego, até a idade de 11 anos.
Aos 12 anos, os estudantes passavam a frequentar as escolas secundárias, onde o professor (agora chamado de gramático) ensinava-lhes sobre a literatura grega e romana. Aos 16 anos, alguns estudantes iam para a escola de retórica (onde o professor, geralmente grego, era chamado de retor). A educação nesse nível preparava os estudantes para carreiras jurídicas e exigia que os alunos memorizassem as leis de Roma.

### Forças armadas

#### Exército

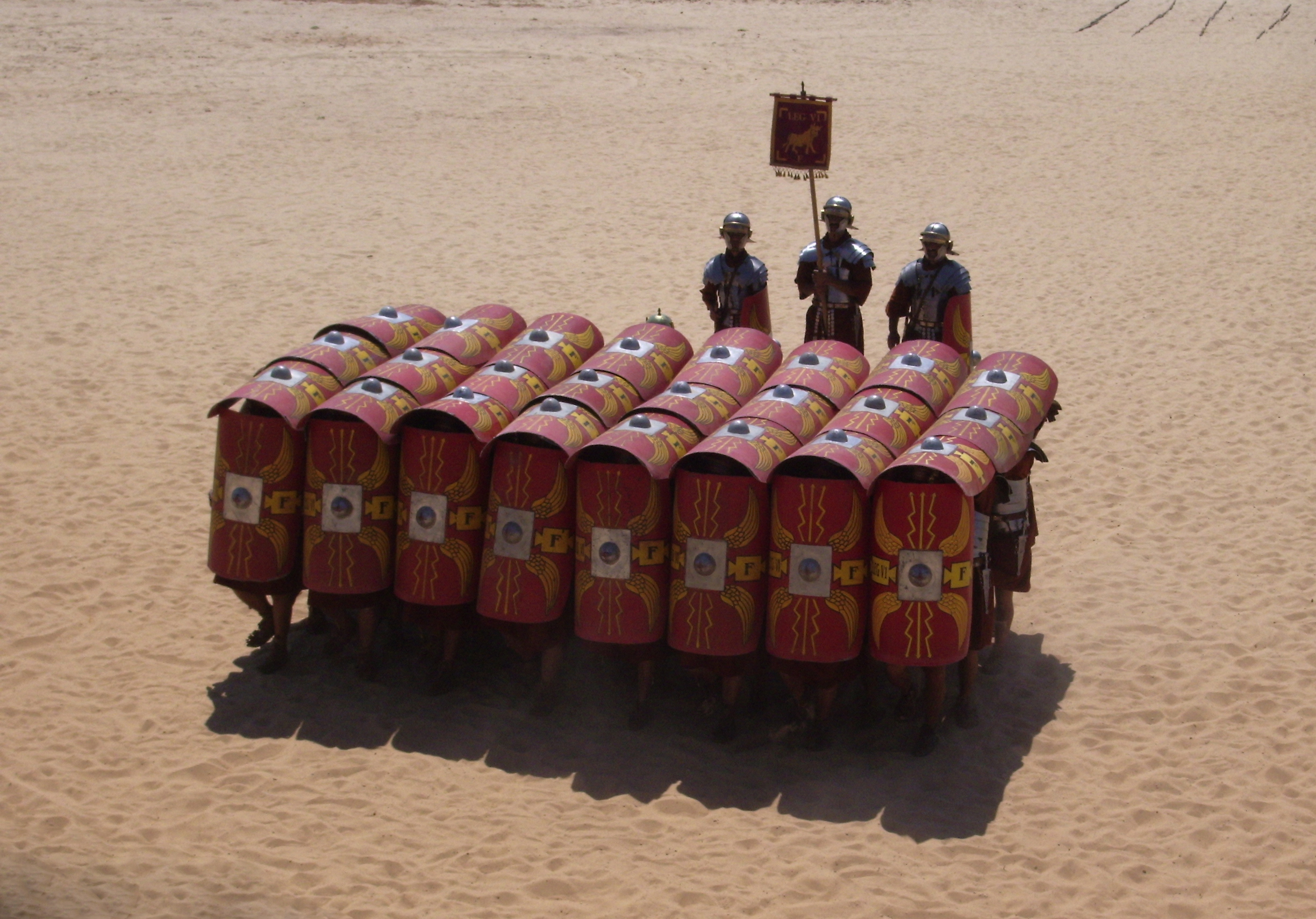
Reencenação de soldados de uma legião romana em formação tartaruga

O antigo exército romano (c. 500 a.C.) era, como os de outras cidades-Estado contemporâneas influenciadas pela civilização grega, uma milícia cidadã que praticava táticas hoplitas. Era pequena (a população de homens livres em idade militar era então de cerca de 9 000) e organizada em cinco classes (paralelamente à assembleia das cúrias, o corpo de cidadãos organizado politicamente), sendo que três forneciam hoplitas e duas forneciam infantaria. O exército romano primitivo era limitado taticamente e sua postura durante esse período era essencialmente defensiva.
Por volta do século III a.C., os romanos abandonaram a formação de hoplitas em favor de um sistema mais flexível, no qual grupos menores de 120 (ou às vezes 60) homens chamados manípulos podiam manobrar mais independentemente no campo de batalha. Trinta manípulos dispostos em três linhas com tropas de apoio constituíam uma legião, que totalizava entre 4 000 e 5 000 homens.
A antiga legião republicana consistia em cinco seções, cada uma das quais era equipada de maneira diferente e tinha lugares distintos em formação: as três linhas de infantaria pesada manipular (hastados, príncipes e triários), uma força de infantaria leve (vélites) e a cavalaria (equestre). Com a nova organização surgiu uma nova orientação para a ofensiva e uma postura muito mais agressiva em relação às cidades-Estados adjacentes.
Em plena força nominal, uma legião republicana primitiva incluía 4 000 a 5 000 homens: 3 600 a 4 800 de infantaria pesada, várias centenas de infantaria leve e várias centenas de cavaleiros. As legiões eram significativamente insatisfatórias devido a falhas de recrutamento ou após períodos de serviço ativo devido a acidentes, vítimas de batalhas, doenças e deserções. Durante a Guerra Civil de César, as legiões de Pompeu no leste estavam em plena força, porque foram recrutadas recentemente, enquanto as legiões de Júlio César estavam frequentemente bem abaixo da força nominal após um longo serviço ativo na Gália. Esse padrão também se aplica a forças auxiliares.

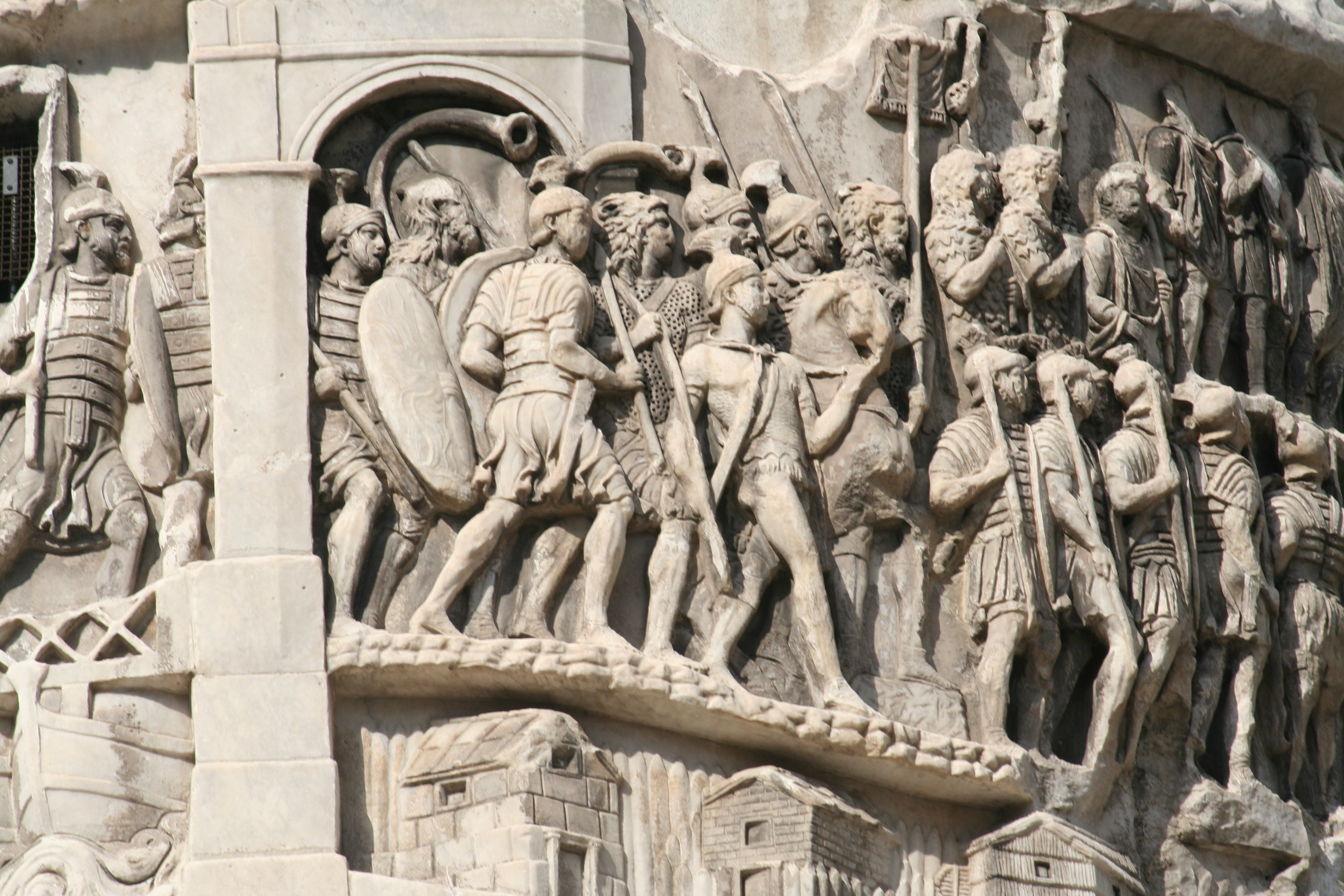
Legionários representados na Coluna de Marco Aurélio

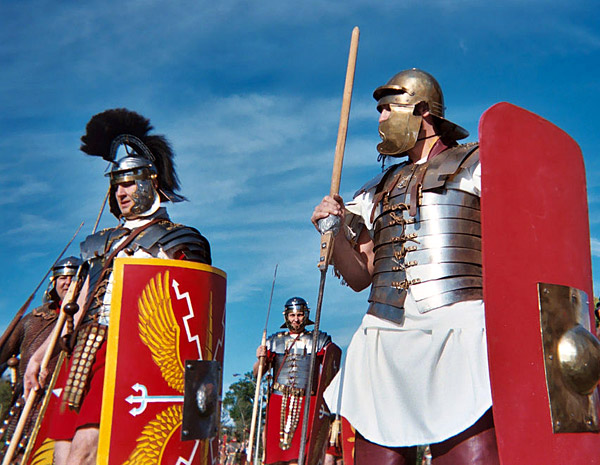
Encenação histórica do exército romano em manobras

No final da Guerra Civil, Augusto reorganizou as forças militares romanas, descarregando soldados e dispersando legiões. Ele manteve 28 legiões, distribuídas pelas províncias do Império. Durante o Principado, a organização tática do exército continuou a evoluir. Os auxiliares continuaram coortes independentes e as tropas legionárias frequentemente operavam grupos de coortes em vez de legiões completas. Um novo tipo de unidade versátil - as coortes equestres - combinavam cavalaria e legionários em uma única formação. Elas poderiam ser estacionadas em guarnições ou postos avançados e poderiam lutar em suas próprias forças ou combinar-se com outras unidades similares como uma força maior do tamanho de uma legião. Esse aumento na flexibilidade organizacional ajudou a garantir o sucesso de longo prazo das forças militares romanas.
O imperador Galiano (r. 253–268) iniciou uma reorganização que criou a última estrutura militar do Império tardio. Retirando alguns legionários das bases fixas na fronteira, ele criou forças móveis (os comitatenses ou exércitos de campo) e as estacionou atrás e a alguma distância das fronteiras como uma reserva estratégica. As tropas fronteiriças (limítanes) estacionadas em bases fixas continuaram a ser a primeira linha de defesa. A unidade básica do exército de campo era o "regimento", legiões ou auxiliares de infantaria e vexellationes para cavalaria. Evidências sugerem que forças nominais podem ter sido 1 200 homens para regimentos de infantaria e 600 para cavalaria, embora muitos registros mostrem níveis reais de tropas menores (800 e 400).
Muitos regimentos de infantaria e cavalaria operavam em pares sob o comando de um conde. Além das tropas romanas, os exércitos de campanha incluíam regimentos de "bárbaros" recrutados de tribos aliadas e conhecidos como federados. Por volta de 400, os regimentos federados tornaram-se unidades permanentemente estabelecidas do exército romano, pagas e equipadas pelo Império, lideradas por um tribuno e usadas apenas como unidades romanas. Além dos federados, o Império também usou grupos de bárbaros para lutar junto com as legiões como "aliados" sem integração nos exércitos de campo. Sob o comando do alto general romano presente, eles eram conduzidos em níveis mais baixos por seus próprios oficiais.

#### Marinha
Menos se sabe sobre a marinha romana do que sobre o exército romano. Antes de meados do século III a.C., oficiais conhecidos como duúnviros navais (duumviri navales) comandavam uma frota de vinte navios usados principalmente para controlar a pirataria. Esta frota foi abandonada em 278 d.C. e substituída por forças aliadas. A Primeira Guerra Púnica exigiu que Roma construísse grandes frotas, o que fez em grande parte com a assistência e financiamento de aliados. Essa dependência de aliados continuou até o fim da República Romana. O quinquerreme era o principal navio de guerra em ambos os lados das Guerras Púnicas e permaneceu o esteio das forças navais romanas até ser substituído na era de César Augusto por embarcações mais leves e manobráveis.

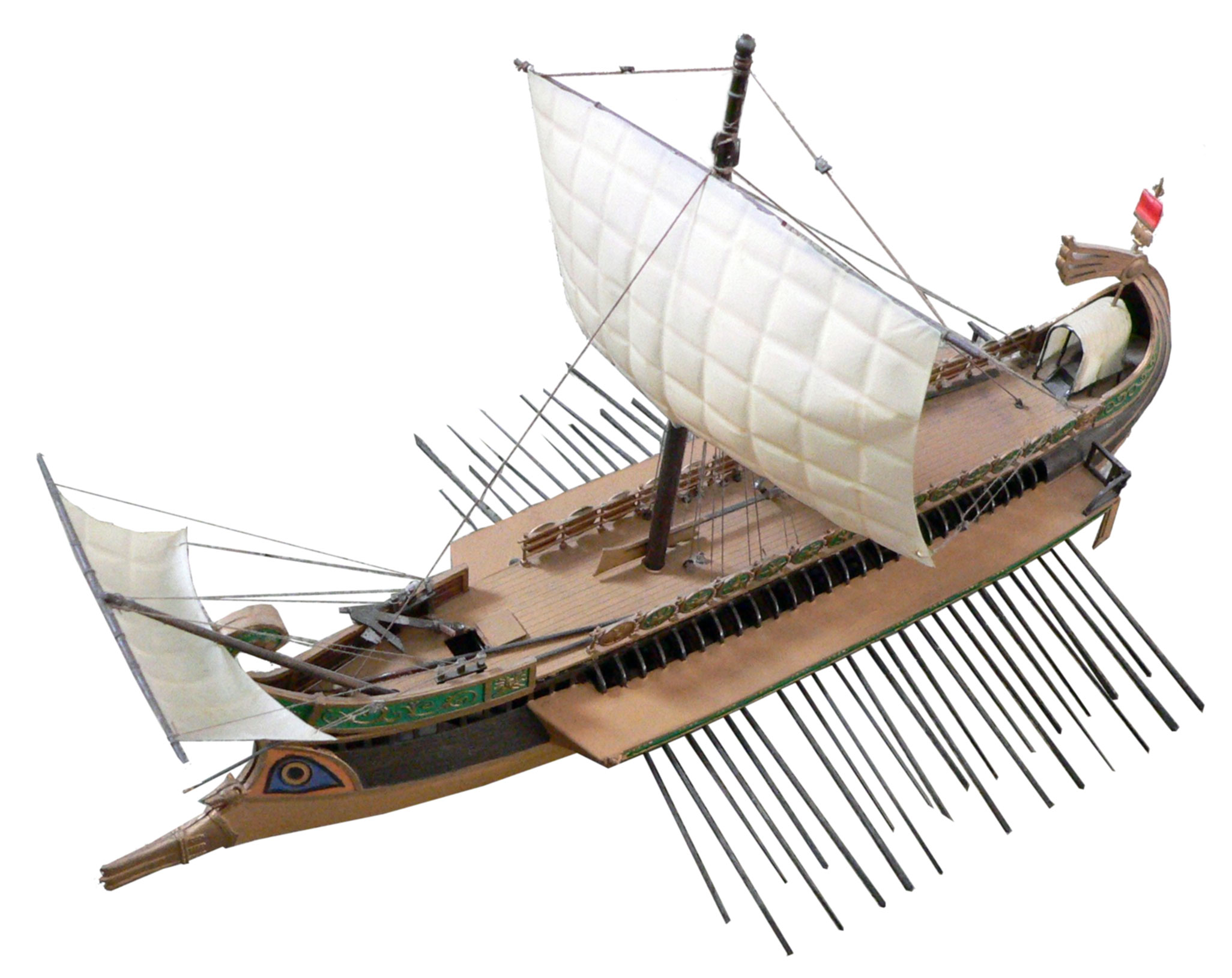
Trirreme da marinha romana

Em comparação com um trirreme, o quinquerreme permitia o uso de uma mistura de tripulantes experientes e inexperientes (uma vantagem para uma potência primariamente baseada em terra) e sua manobrabilidade menor permitia aos romanos adotar e aperfeiçoar táticas de embarque usando uma tropa de cerca de 40 fuzileiros navais. Os navios eram comandados por um navarco, uma patente igual a um centurião, que geralmente não era cidadão. Potter sugere que, como a frota era dominada por não romanos, a marinha era considerada não romana e atrofiava em tempos de paz.
Evidências sugerem que, na época do Império Tardio (350), a marinha romana compreendia várias frotas, incluindo navios de guerra e navios mercantes para transporte e abastecimento. Navios de guerra eram transportados por galeras com três a cinco bancos de remadores. As bases da frota incluíam portos como Ravena, Arles, Aquileia, Miseno e a foz do rio Somme, no oeste, e Alexandria e Rodes, no leste. As flotilhas de pequenas embarcações fluviais (classes) faziam parte das limítanes (tropas fronteiriças) durante este período, baseadas em portos fluviais fortificados ao longo dos rios Reno e Danúbio. Os proeminentes generais que comandaram os exércitos e as frotas sugerem que as forças navais eram tratadas como auxiliares do exército e não como um serviço independente. Os detalhes da estrutura de comando e das forças da frota durante este período não são bem conhecidos, embora as frotas fossem comandadas por prefeitos.

### Tecnologia
A Roma Antiga ostentava impressionantes proezas tecnológicas, usando muitos avanços que foram perdidos na Idade Média e não foram superados até os séculos XIX e XX. Um exemplo disso é o vidro duplo, que não foi reinventado até a década de 1930. Muitas inovações romanas práticas foram adotadas a partir de projetos gregos anteriores. Avanços foram frequentemente divididos e baseados em artesanato. Os artesãos guardavam as tecnologias como segredos comerciais.
A engenharia civil e a engenharia militar romanas constituíam grande parte da superioridade e do legado tecnológico de Roma e contribuíram para a construção de centenas de estradas, pontes, aquedutos, banhos, teatros e arenas. Muitos monumentos, como o Coliseu, a Pont du Gard e o Panteão, permanecem como testamentos da engenharia e da cultura romana. Os romanos eram famosos por sua arquitetura, que é agrupada com tradições gregas em "arquitetura clássica". Embora houvesse muitas diferenças em relação à arquitetura grega, Roma foi fortemente influenciada pela Grécia ao aderir a projetos e proporções de construções rigorosas e estereotipadas. Além de duas novas encomendas de colunas, compósitas e toscanas, e da cúpula, derivada do arco etrusco.
No século I a.C., os romanos começaram a usar amplamente o concreto, que havia sido inventado no final do século III a.C.. Era um cimento poderoso derivado da pozolana e logo suplantou o mármore como o principal material de construção romano e permitiu muitas formas arquitetônicas ousadas. Também no século I a.C., Vitrúvio escreveu De architectura, possivelmente o primeiro tratado completo sobre arquitetura da história. No final do século I a.C., Roma também começou a usar o vidro soprado logo após sua invenção na Síria por volta de 50 a.C.. Os mosaicos tomaram o Império depois que amostras foram recuperadas durante as campanhas de Sula na Grécia.
Com bases sólidas e boa drenagem, as estradas romanas eram conhecidas por sua durabilidade e muitos segmentos do sistema viário romano ainda estavam em uso mil anos após a queda de Roma. A construção de uma vasta e eficiente rede de viagens por todo o Império aumentou dramaticamente o poder e a influência de Roma. Elas permitiram que legiões romanas fossem implantadas rapidamente, com tempos de marcha previsíveis entre os principais pontos do império, não importando a estação do ano. Essas estradas também tinham enorme significado econômico, solidificando o papel de Roma como uma encruzilhada comercial - a origem do ditado "todos os caminhos levam a Roma". O governo romano mantinha um sistema de estações de caminho, conhecido como curso público, que fornecia alimentação para mensageiros em intervalos regulares ao longo das estradas e estabelecia um sistema de relés de cavalos, permitindo que um despacho viajasse até 80 km por dia.
Os romanos construíram vários aquedutos para fornecer água para cidades, locais de manufatura e para a agricultura. No século III, a cidade de Roma era abastecida por 11 aquedutos com uma extensão combinada de 450 quilômetros. A maioria dos aquedutos foi construída abaixo da superfície, com apenas pequenas porções acima do solo suportadas por arcos. Às vezes, onde vales mais profundos que 500 metros tinham que ser cruzados, sifões invertidos eram usados para transportar água através do obstáculo natural.
Os romanos também fizeram grandes avanços no saneamento básico e eram particularmente famosos por seus banhos públicos, chamados termas, que eram usados para fins higiênicos e sociais. Muitas casas romanas chegaram a ter vasos sanitários com descarga e água encanada. Além disso, um complexo sistema de esgoto, a Cloaca Máxima, era usado para drenar os pântanos locais e transportar resíduos para o rio Tibre.
Alguns historiadores especularam que os canos de chumbo nos sistemas de esgoto e encanamento levaram ao saturnismo generalizado, o que contribuiu para o declínio na taxa de natalidade e a decadência geral da sociedade romana, o que levou ao colapso do Império do Ocidente. No entanto, o teor de chumbo teria sido minimizado porque o fluxo de água dos aquedutos não era interrompido; a água corria continuamente através de sistemas públicos para os drenos e apenas algumas torneiras estavam em uso. Outros autores levantaram objeções semelhantes a essa teoria, também apontando que os canos romanos eram densamente revestidos com depósitos que impediam que o chumbo penetrasse na água.

## Cultura

### Artes, música e literatura
A pintura como arte expressiva e decorativa foi praticada desde as origens de Roma, sendo sempre uma arte muito popular, mas a vasta maioria do acervo conhecido por relatos literários não sobreviveu. Contudo, por acaso dois grandes conjuntos de pintura mural em afresco foram preservados em Pompeia e Herculano em boas condições, e a partir deles foi criada uma sistematização para a pintura romana como um todo, dividindo-a em quatro grandes fases ou estilos. A divisão em fases artísticas é objeto de relativamente poucos estudos, e permanece bastante polêmica, pois há grande dificuldade de extrapolar essa sistematização para os remanescentes de outras regiões e outras técnicas, e em particular pela limitação na cronologia: os murais das duas cidades soterradas pelo vulcão Vesúvio (e por isso suas pinturas se preservaram) datam apenas de fins da república até os primeiros anos do império. A erupção aconteceu em 79 d.C. De qualquer forma, o que mais se preservou, mesmo em outras regiões, foram murais, decorando interiores de residências, edifícios públicos e outras estruturas.
Assim como em outros aspectos, também na escultura os romanos foram grandes devedores dos gregos, e também neste eles puderam desenvolver um caráter próprio, fundando um estilo original de narrativa nos relevos figurativos dos monumentos públicos, apreciando temas como a velhice, o humor, a infância e a morte, e fazendo a arte do retrato florescer a níveis de realismo e força expressiva nunca vistos. Foram sempre ávidos apreciadores e colecionadores de tudo o que fosse grego, e esculturas gregas sempre estiveram entre as presas de guerra mais cobiçadas, valendo fortunas. Muitos escultores gregos foram trabalhar em Roma e nas principais províncias, fundando escolas.
Como nas outras artes, a influência grega foi determinante na formação da literatura romana e é sintomático que a primeira obra literária escrita em latim conhecida não seja criação original, mas a tradução de uma tragédia grega, realizada em 240 a.C. por Lívio Andrônico, um grego. Na República a literatura desabrochou, surgindo muitos autores, trabalhando em prosa e poesia, cujos limites se distinguiam melhor, e se destacando na poesia lírica, dramática, cômica, erótica, política, religiosa, histórica, laudatória, moralista, pastoral e épica; na crônica, na historiografia e em outras formas. Os autores célebres desta fase são Plauto, Terêncio, Catão e Cneu Névio. A literatura romana chegou a uma fase de apogeu entre o fim da República e os primeiros anos do império, quando o latim atingiu sua forma clássica, e atuaram grandes escritores como Cícero, Tito Lívio, Varrão, Virgílio, Horácio, Catulo, Ovídio, Lucrécio. E mais uma plêiade de luminares posteriores, como Plínio, o Velho, Alexandre de Minos, Pompônio Mela, Cláudio Eliano e Solino, trazendo temas relacionados a animais, natureza e monstros na literatura latina até a Antiguidade Tardia.
A música romana foi largamente baseada na música grega e desempenhou um papel importante em muitos aspectos da vida romana. Nos militares romanos, instrumentos musicais como a tuba (trombeta longa) ou o corno (semelhante a uma trompa) eram usados para dar vários comandos, enquanto a bucina (possivelmente um trompete) e o lítuo (provavelmente um instrumento em forma de J) eram utilizados em cerimônias. A música era usada nos anfiteatros entre as lutas e no odeão, sendo que nesses locais é conhecida a presença do corno e do hidraulo (um tipo de órgão hidráulico). A maioria dos rituais religiosos apresentava apresentações musicais, com tíbias (tubos duplos) em sacrifícios, címbalos e pandeiretas em cultos orgiásticos, além de chocalhos e hinos em toda ocasião. Alguns historiadores acreditam que a música era usada em quase todas as cerimônias públicas e não estão certos se os músicos romanos deram uma contribuição significativa à teoria ou prática da música.
Os grafites, bordéis, pinturas e esculturas encontrados em Pompeia e Herculano sugerem que os romanos tinham uma cultura que cultuava o sexo.
As artes cênicas estiveram presentes na vida romana desde seus primórdios. Tito Lívio diz que as primeiras manifestações dramáticas foram introduzidas pelos etruscos em 364 a.C., na forma de danças acompanhadas de música, mas sabe-se que encenações de vários tipos aconteciam desde bem antes, em festas e rituais religiosos, em celebrações militares, na dedicação de templos, durante as pompas fúnebres da elite e nos banquetes públicos. Os atores em geral usavam máscaras para compor os personagens. Mulheres aparentemente não participavam. As farsas atelanas, aparentemente de origem autóctone e com personagens fixos, e as flíaces, de caráter similar, se tornaram populares. Lívio Andrônico foi o primeiro a escrever para o teatro à maneira grega, traduzindo tragédias e comédias em verso e inventando outras com temas romanos, e Névio foi o primeiro a levar a dramaturgia a um alto patamar de qualidade estética, preferindo a temática trágica. As comédias tendiam a ser mais leves, rústicas e populares que seus protótipos gregos, e com uma linguagem direta, e em meio ao riso escrachado, podiam lançar agudas críticas sociais, explorando o lado sombrio ou o ridículo do ser humano e da sociedade, enquanto as tragédias em geral imitavam os gregos com mais rigor, usando uma linguagem altamente retórica e moralizante. No século III a.C. se formaram guildas de atores e escritores, indicando a popularidade do teatro e a força da categoria.

### Culinária

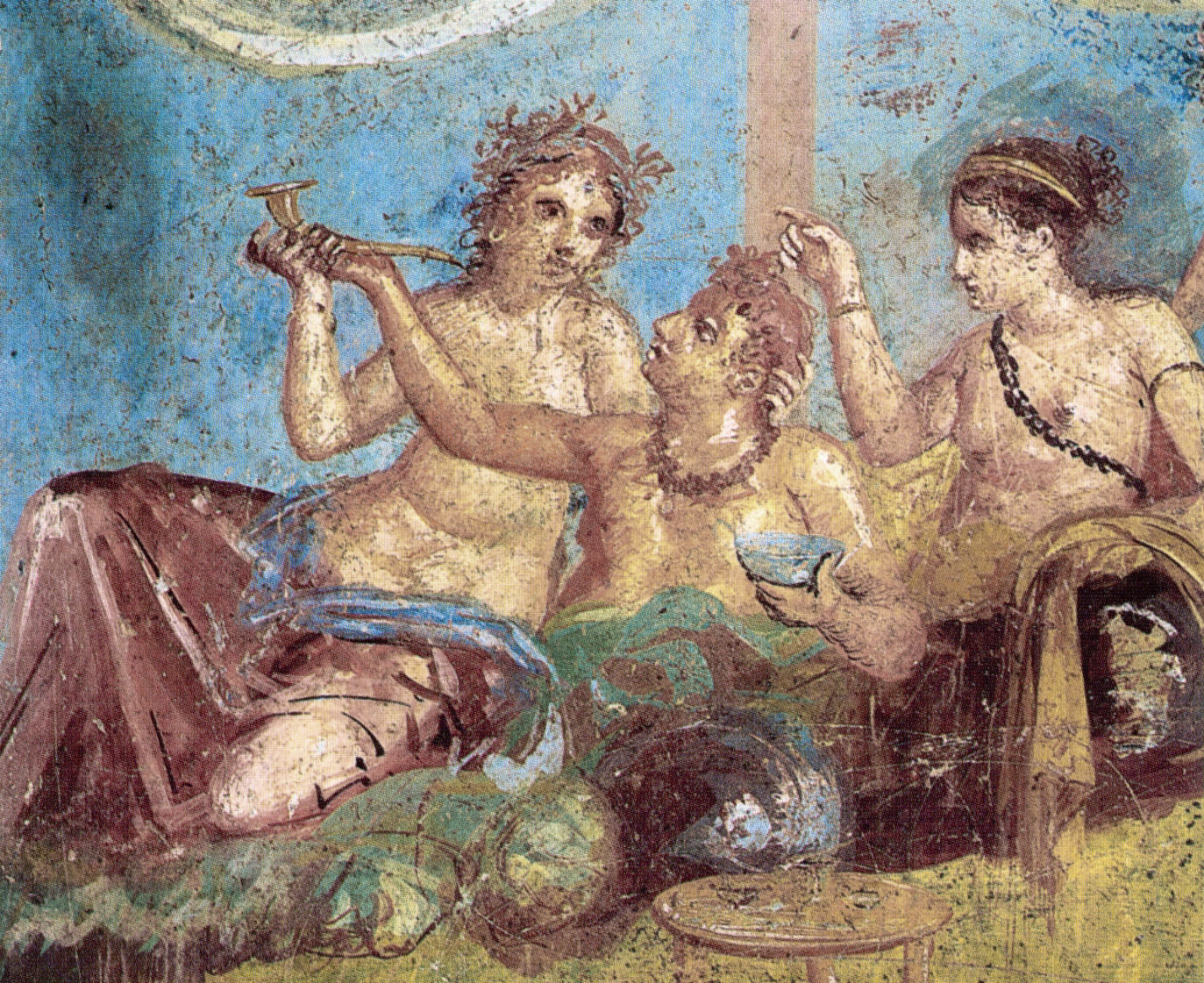
Afresco da cena de um banquete, Pompeia

A gastronomia romana mudou ao longo da longa duração desta civilização antiga. Os hábitos alimentares foram afetados pela influência da cultura grega, pelas mudanças políticas de reino para república e império, como também pela enorme expansão do império, que expôs os romanos a muitos novos hábitos e técnicas culinárias dos povos conquistados. No início, as diferenças entre as classes sociais eram relativamente pequenas, mas as disparidades evoluíram com o crescimento do império. Homens e mulheres bebiam vinho com suas refeições, uma tradição que foi levada até os dias atuais.

### Língua

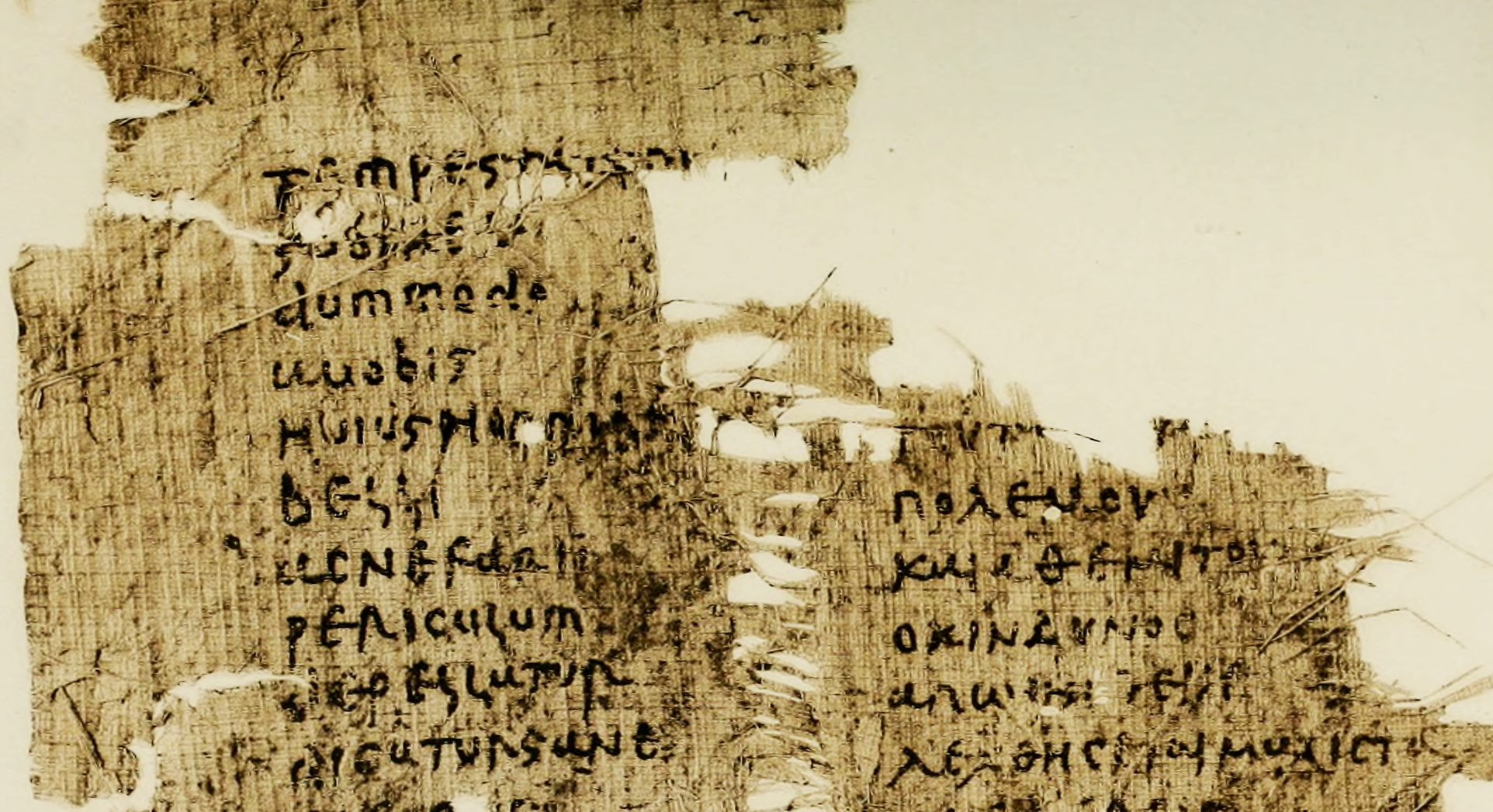
Um papiro com texto em latim e em grego de um discurso de Cícero

A língua nativa dos romanos era o latim, uma língua itálica. Seu alfabeto era baseado no alfabeto etrusco, que por sua vez era baseado no alfabeto grego. Embora a maior parte da literatura latina sobrevivente seja composta quase inteiramente pelo latim clássico, uma língua literária e altamente estilizada, polida e artificial do século I a.C., a língua falada do Império Romano era o latim vulgar, que diferia significativamente do latim clássico em aspectos como gramática e vocabulário, e, eventualmente, na pronúncia.
Enquanto o latim continuou a ser a principal língua escrita do Império Romano, o grego veio a ser a língua falada pela elite bem-educada, visto que a maioria da literatura estudada pelos romanos era escrita em grego. Na metade oriental do Império Romano, que mais tarde se tornou o Império Bizantino, o latim nunca foi capaz de substituir o grego e, após a morte de Justiniano I, o grego se tornou a língua oficial do governo bizantino. A expansão do Império Romano espalhou o latim em toda a Europa e o latim vulgar evoluiu para dialetos em diferentes locais, mudando gradualmente e se tornando as muitas línguas românicas distintas atuais.

### Religião

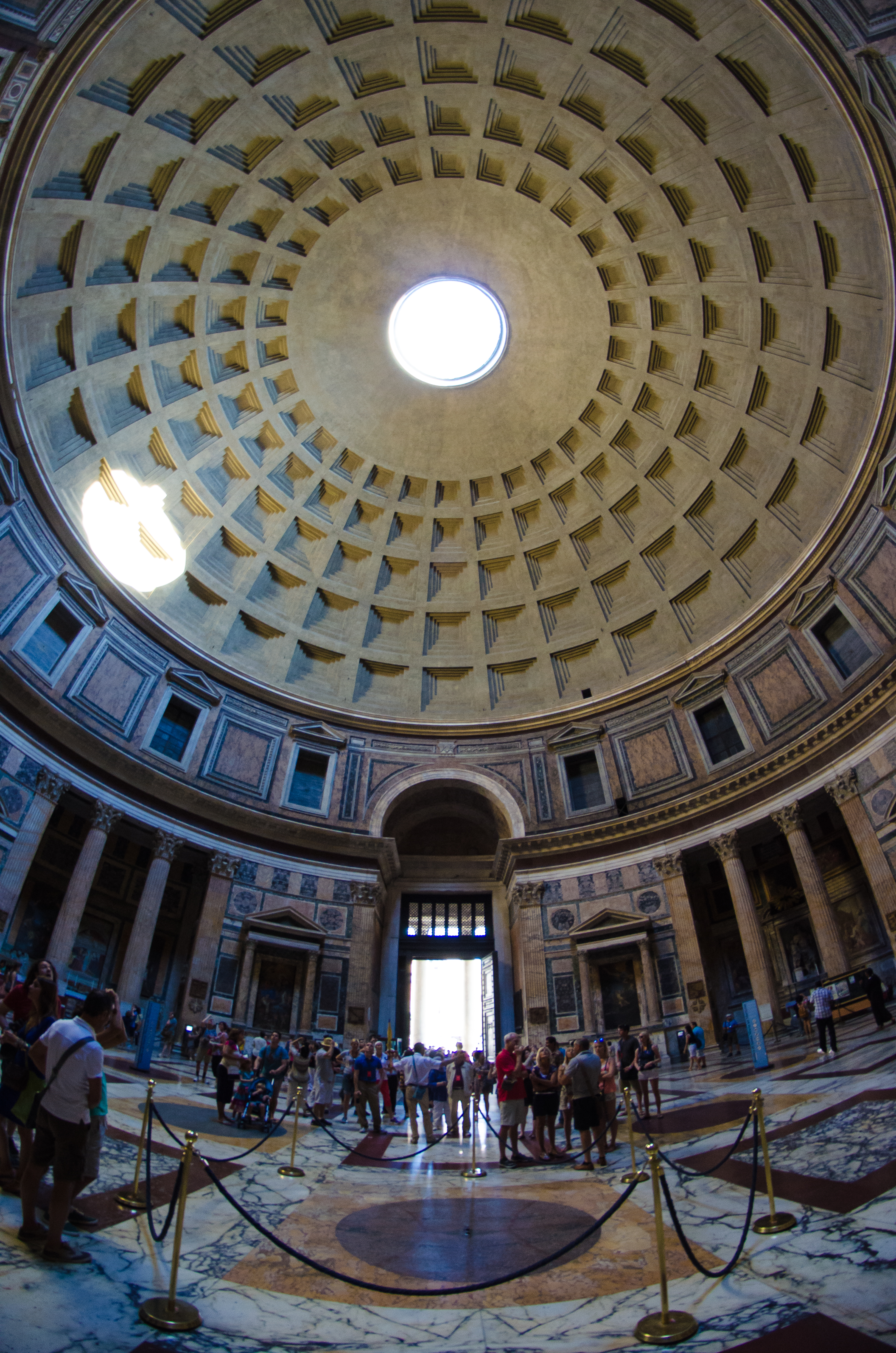
Interior do Panteão de Roma

A religião romana arcaica, pelo menos no que diz respeito aos deuses, era constituída não de narrativas escritas, mas de complexas inter-relações entre deuses e humanos. Ao contrário da mitologia grega, os deuses não eram personificados, mas eram vagamente definidos como espíritos sagrados chamados numes. Os romanos também acreditavam que cada pessoa, lugar ou coisa tinha seu próprio gênio, ou alma divina. Durante a República Romana, a religião era organizada sob um rígido sistema de ofícios sacerdotais, que eram mantidos por homens de posição importante no Senado. O Colégio de Pontífices era o órgão mais importante nessa hierarquia e seu principal sacerdote, o pontífice máximo, era o chefe da religião do Estado. Flâmines cuidavam dos cultos de vários deuses, enquanto os áugures eram confiáveis para receber os auspícios. O rei dos ritos sagrados assumia as responsabilidades religiosas dos reis deposto. No Império Romano, os imperadores passaram a ser deificados e o culto imperial oficial tornou-se cada vez mais proeminente.
Com o aumento do contato com os gregos, os antigos deuses romanos se tornaram cada vez mais associados aos deuses gregos. Assim, Júpiter era visto como a mesma divindade de Zeus, Marte tornou-se associado a Ares e Netuno com Poseidon. Os deuses romanos também assumiram os atributos e mitologias da tradição grega. Sob o Império, os romanos absorveram as crenças dos povos que conquistava, muitas vezes levando a situações nas quais os templos e sacerdotes de divindades italianas tradicionais existiam lado a lado com os deuses estrangeiros.
Começando com o imperador Nero no século I, a política oficial romana em relação ao cristianismo era negativa e, em alguns pontos, simplesmente ser um cristão poderia ser algo punido com a morte. Sob o imperador Diocleciano, a perseguição aos cristãos atingiu o seu auge. No entanto, o culto cristão tornou-se a religião oficial, apoiada pelo Estado romano, sob o sucessor de Diocleciano, Constantino I (que ratificou o Édito de Milão em 313) e, rapidamente, se tornou dominante. Todas as religiões, exceto o cristianismo, foram proibidas em 391 por um decreto do imperador Teodósio I.

### Jogos e recreação

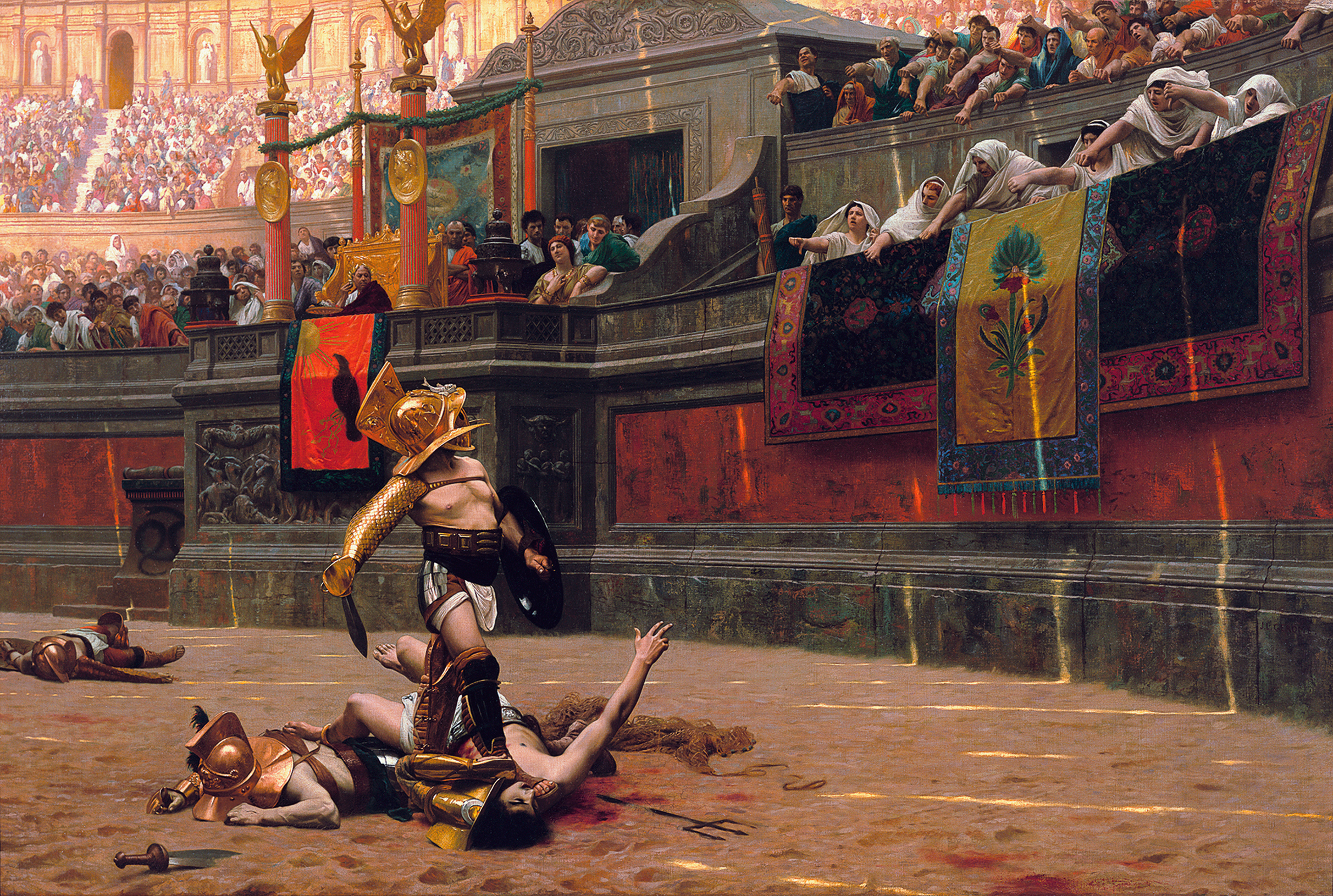
Pollice Verso, representação de um gladiador no Coliseu por Jean-Léon Gérôme (1872)

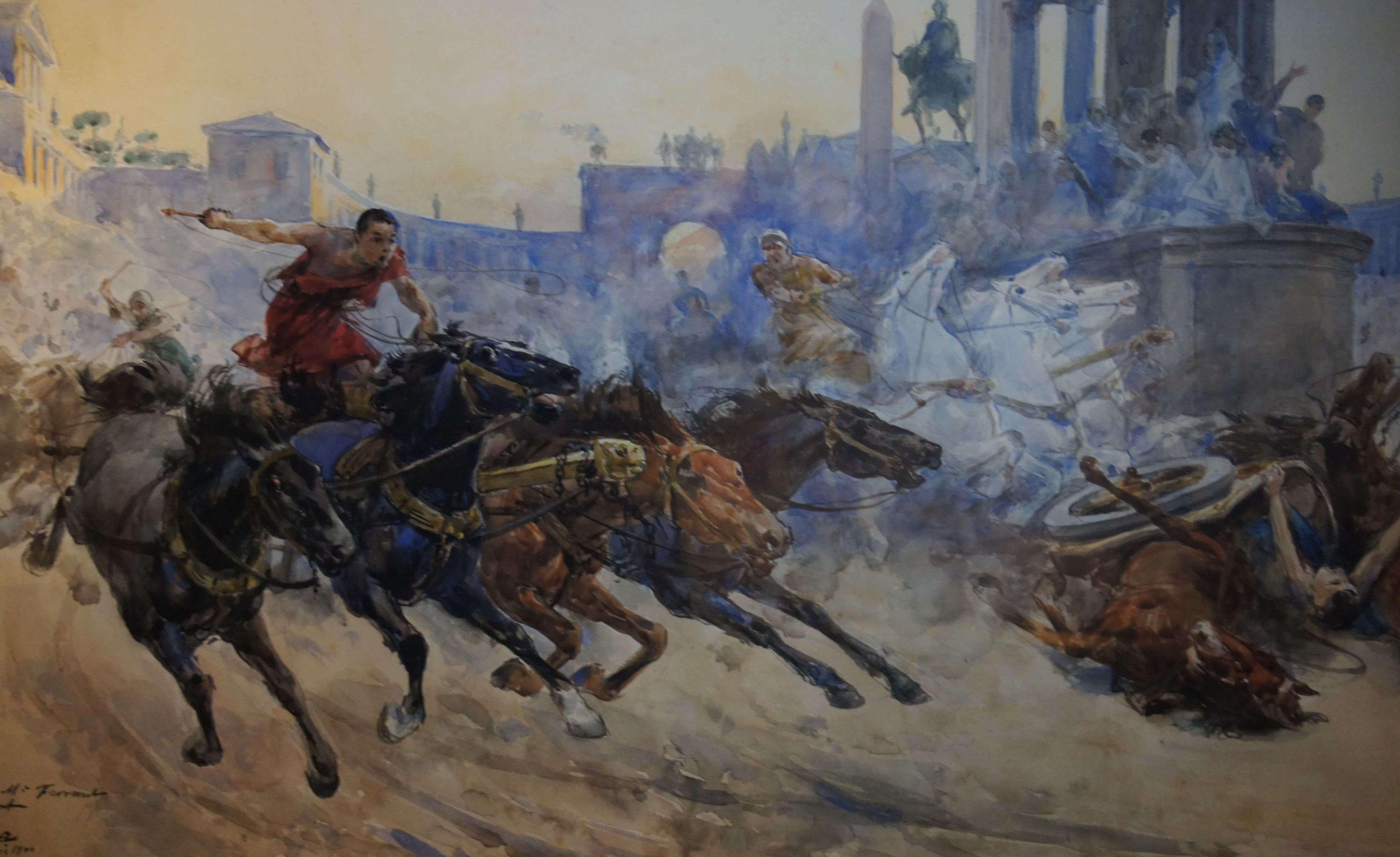
Corrida de quadrigas na Roma Antiga

Os jovens de Roma tinham várias formas de jogos e exercícios atléticos, como pular, lutar, boxear e correr. No campo, os passatempos para os ricos também incluíam a pesca e a caça. Os romanos tinham várias formas de jogar bola, incluindo uma que lembrava o handebol. Jogos de dados, jogos de tabuleiro e jogos de azar também eram passatempos populares. As mulheres não participaram dessas atividades. Para os ricos, os jantares apresentavam uma oportunidade de entretenimento, às vezes com leituras de música, dança e poesia. Os plebeus às vezes desfrutavam de festas semelhantes por meio de clubes ou associações, mas para a maioria dos romanos, as refeições recreativas geralmente significavam tavernas. As crianças entretinham-se com brinquedos e jogos.
Os jogos públicos eram patrocinados pelos principais romanos que desejavam anunciar sua generosidade e aprovação popular pelo tribunal; na era imperial, isso geralmente significava o imperador. Vários locais foram desenvolvidos especificamente para jogos públicos. O Coliseu foi construído na era imperial para sediar, entre outros eventos, combates de gladiadores. Esses combates começaram como jogos fúnebres por volta do século IV a.C. e se tornaram eventos populares no final da República e do Império. Os gladiadores tinham uma variedade exótica e inventiva de armas e armaduras. Eles às vezes lutavam até a morte, mas com mais geralmente a luta acabava com uma vitória julgada, que dependia da decisão de um árbitro. O resultado era geralmente de acordo com o humor da multidão que assistia ao duelo. Espetáculos com animais exóticos eram populares; mas às vezes os animais eram confrontados com seres humanos, profissionais armados ou criminosos desarmados que haviam sido condenados a uma morte pública espetacular e teatral na arena. Algumas dessas apresentações eram baseadas em episódios da mitologia romana ou grega. No Coliseu, também eram feitas apresentações aquáticas, que representavam batalhas navais dentro da arena e eram conhecidas como naumaquias.
As corridas de bigas eram extremamente populares entre todas as classes. Em Roma, essas disputas eram geralmente realizadas no Circo Máximo, que tinha sido construído para corridas e, como o maior local público de Roma, também era usado para festivais e espetáculos com animais. Ele tinha capacidade para acomodar cerca de 150 000 pessoas.

### Ética e moralidade

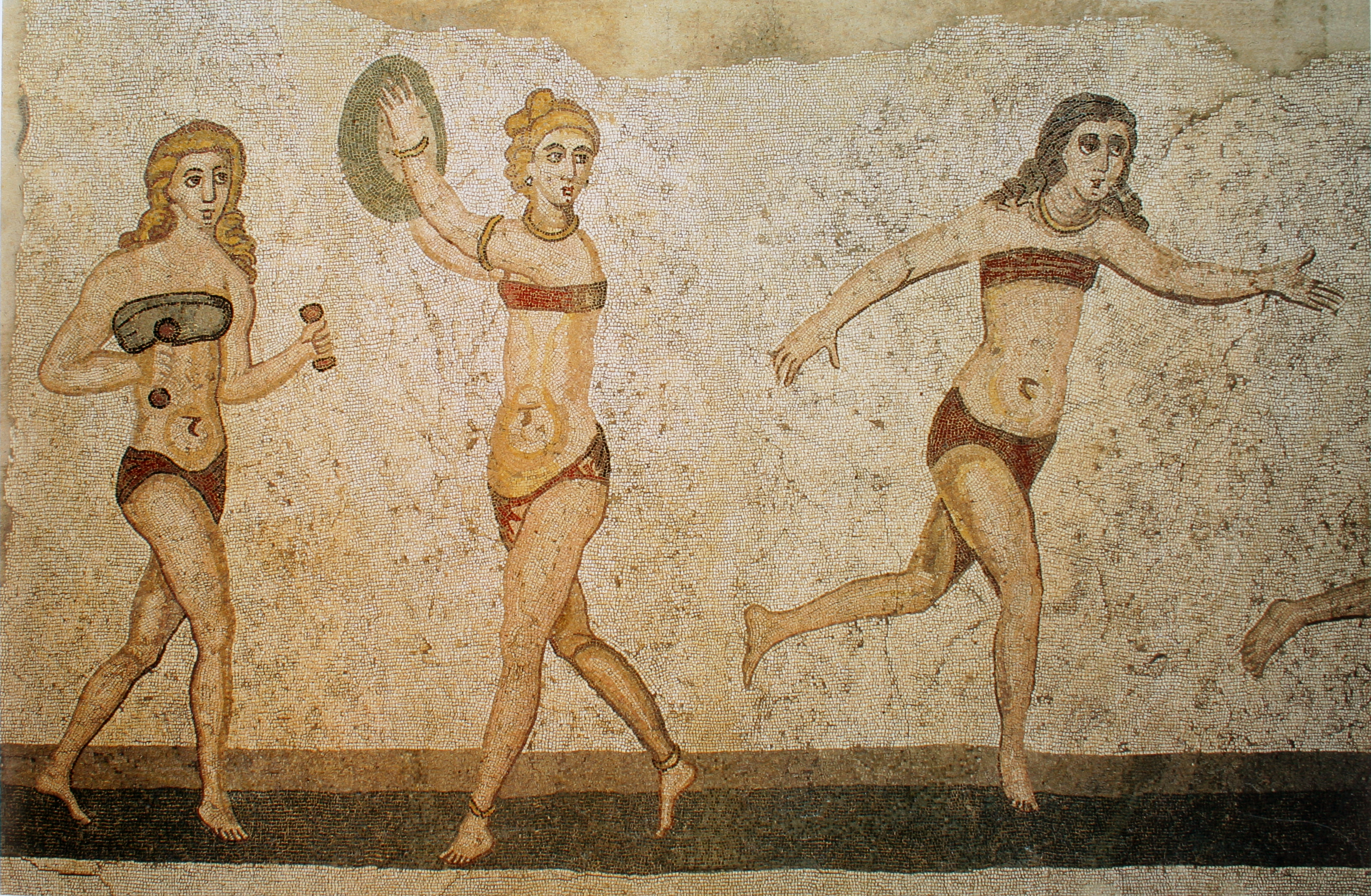
Mosaico das "garotas de biquini" na Villa Romana del Casale, Sicília

Como muitas culturas antigas, os conceitos de ética e moralidade, embora compartilhem algumas semelhanças com a sociedade moderna, diferem bastante em vários aspectos importantes. Como civilizações antigas como Roma estavam sob constante ameaça de ataque de tribos saqueadoras, então sua cultura era necessariamente militarista, com habilidades marciais sendo um atributo valioso.
Enquanto as sociedades modernas consideram a compaixão uma virtude, a sociedade romana considerava a compaixão um vício, um defeito moral. De fato, um dos propósitos principais dos jogos de gladiadores era inocular os cidadãos romanos dessa fraqueza. Em vez disso, os romanos apreciavam virtudes como coragem e convicção (virtus), o senso de dever para com o povo, moderação e evitar excesso (moderatio), perdão e compreensão (clementia), justiça (severitas) e lealdade (pietas).
Ao contrário das concepções populares, a sociedade romana tinha normas bem estabelecidas e restritivas relacionadas à sexualidade, embora, como em muitas sociedades, a maior parte das responsabilidades recaísse sobre as mulheres. Esperava-se que elas fossem monogâmicas tendo apenas um marido durante a vida (univira). Esperava-se que as mulheres fossem modestas em público, evitando qualquer aparência provocativa e demonstrando absoluta fidelidade aos seus maridos (pudicitia). De fato, usar um véu era uma expectativa comum para preservar a modéstia. O sexo fora do casamento era geralmente desaprovado para homens e mulheres e, na verdade, chegou a ser ilegal durante o período imperial. No entanto, a prostituição era vista de maneira totalmente diferente e, de fato, era uma prática aceita e regulamentada.

## Legado
A Roma Antiga é a progenitora da civilização ocidental. Os costumes, religião, direito, tecnologia, arquitetura, sistema político, militar, literatura, línguas, alfabeto, governo e muitos fatores e aspectos da civilização ocidental são todos herdados dos avanços romanos. A redescoberta da cultura romana revitalizou a civilização ocidental, desempenhando um papel no Renascimento e na Era do Esclarecimento.